# Етимологія назв країн
Етимоло́гія назв краї́н — список, у якому наведені гіпотези походження (етимологія) назв країн і деяких автономних утворень (виділені курсивом).
Охоплює близько 250 топонімів українською та іншими (понад 130) мовами. Декотрі країни мають по кілька назв. Держави найбільш за все названі європейськими (включно з колоніальними) мовами: англійською (близько 100), французькою (55), латиною (46), іспанською (44), португальською, німецькою (по 21), нідерландською (11), а також азійськими: арабською (48), перською (20), на санскриті (17) та місцевими мовами (77).
Назви держав пов'язані з:
 — географічним становищем, об'єктами рельєфу земної поверхні або природними об'єктами — 93;
 — назвами народу або етнічної групи — 46;
 — характеристикою або ознаками народу («ті, що розмовляють своєю мовою», «вільні», «високі», «гідні поваги», «з кучерявим волоссям», «чесні», «чорні», «канібали» тощо) — 23;
 — іменами богів, святих, міфічних героїв і царів — 34;
 — назвами династій, іменами правителів, політиків, дослідників, піратів — 25;
 — релігійними об'єктами — 9;
 — назвами давніх держав, міст, рідних місць колонізаторів — 31;
 — тваринним і рослинним світом — 11;
 — назвами кораблів, предметів, матеріалів, продуктів (золото, срібло, камінь, каное, килим, кокос, тютюн) — 8;
 — інше походження (астральні об'єкти, колір, свято, день тижня, титул тощо) — 11.
 — назви невідомого або неясного походження — 11;
Україна • А Б В Г Ґ Д Е Є Ж З І Ї Й К Л М Н О П Р С Т У Ф Х Ц Ч Ш Щ Ю Я

## Україна
| Країна  | Назва офіційною мовою | Інші назви         | Походження назви |
| ------- | --------------------- | ------------------ | --- |
| Україна | укр. Україна          |                    | • Топонім Україна вперше згадується в Київському літописі під 1187 роком. Існує кілька гіпотез походження назви: — український лексикограф Борис Грінченко у своєму Словникові української мови першим значенням слова Україна дає країна; — український учений, мовознавець, лексикограф Іван Огієнко разом із значенням пограниччя, д.-рус. оукраина перекладає як земля, сторона, край. На підтвердження своєї думки він наводить уривок з Пересопницького Євангелія 1556—1561 років (Євангелія від Матвія, 19: 1): «пришоль въ оукраины иоудейскыя», що перекладається як «прибув до країни Юдейської». — український славіст, мовознавець Ярослав Рудницький навів декілька значень назви Україна (Вкраїна, Укра́їна, Укра́йна): 1) «прикордонна земля»; 2) «будь-яке відокремлене місце»; 3) «країна в цілому»; — за Максом Фасмером, від д.-рус. оукраина — прикордонна місцевість; Див. також назви Австрія, Данія, Іспанія, Латвія у значенні «прикордонна земля». — Сергій Шелухін вважав, що назва «Україна» утворена від дієслова украяти, відрізати й означає «відділений шматок землі», «відділена частина території племені». У часи розпаду Київської Русі на окремі незалежні землі слово «україна» набуло нового значення — «князівство». Зокрема, у літописах зафіксовані Переяславська україна, Галицька україна, Волинська україна, Чернігівська україна, Київська україна та ін.; — деякі сучасні українські дослідники виводять назву від слова край, що первинно означало рідний край, країна, земля. |
| Україна |                       | Русь, Рутенія      | • Давня назва сучасної України — Русь: — за Фасмером, від фін. назви шведських веслярів — ruotsi. Росами називали варягів також візантійці, про що свідчить Ліутпранд Кремонський, посол італійського короля Беренгарія до Візантії у 949 році: «У північних краях є якийсь народ, який греки за його зовнішністю називають Rousios, ми ж за їх місцем проживання звемо „норманами“. Адже тевтонською мовою норд означає північ, а ман — людина; звідси — нормани, тобто північні люди. Королем цього народу був [тоді] Інгер (Ігор Рюрикович)». — від назви гідроніма Рось, однак ця гіпотеза зазнала критики і не підтверджена фактами; — від русий. Див. етимологію назви Швеція (Ruotsi). Від Русь походить етнонім русин. У козацьку добу територію сучасної України продовжували іменувати Руссю, а українців — русами (в однині — русин). Це підтверджують тогочасні літописи, хроніки, мемуари, поземельні акти, привілеї-данини, заповіти, книги записів Литовської метрики, Руської метрики. Термін русин зберігся до нашого часу в Галичині, Буковині та Закарпатті. • З XIV ст. в європейських (перш за все в австрійських, чеських та польських) джерелах землі сучасних Західної Білорусі та Західної України іменувалися Рутенією (лат. Ruthenus; мн. Rutheni). Близько 1434 року Польща з Галицько-Волинських земель утворила Руське воєводство (з центром у Львові). У 1432–1435 та 1658–1659 роках на території України існувало Велике князівство Руське. • Протягом XIV–XVI ст. у візантійських джерелах Малою Руссю ( Μικρά Ρωσία — Мікра Росіа) називали утворену 1303 року Галицьку митрополію на противагу Великій Русі (грец. Μακρά Ρωσία — Макра Росіа), під якою з 1354 року розумілася територія єпархій під владою київського митрополита з центрами у Володимирі та Києві. Греки, за аналогією з термінами Греція і Велика Греція (область з давньогрецькими колоніями), під Малою Руссю розуміли первісну Русь (метрополію), а під Великою — зовнішню, колонізовану Русь. Мала Русь — історична назва Галицько-Волинської землі в XIV–XV ст., території Наддніпрянщини у XV–XVI ст. і Лівобережної України після входження до складу Московського царства у XVII ст. • Малоросія — назва українських земель після перетворення їх на російські губернії, за допомогою якої влада доводила законність приєднання України до Росії і проводила політику русифікації. • Термін Київська Русь увів у науковий обіг Микола Карамзін на противагу Московській Русі. |
| Україна |                       | Військо Запорозьке | • Гетьманщина (офіційна назва: Військо Запорозьке) — державне утворення у 1649–1764 роках. Від терміна гетьман (нім. Hauptmann, пол. Hetman — начальник), титул вищих воєначальників у козацькій державі. Військо Запорозьке — від назви Запорожжя, що походить від порогів у нижній течії Дніпра. Землі, які розташовувались південніше Києва, за порогами, отримали назву запорозьких, а край — Запорожжя. |
| Україна |                       | Арктойська країна  | • Арктойська країна (від Арктос, назви зірки із сузір'я Малої Ведмедиці, за якою визначали північний напрямок) — північна (щодо держав античної цивілізації) країна, поетична назва України у творах барокових авторів (Себастіяна Кленовича, Симона Пекаліда). Арктойський люд — руси-українці. |
| Україна |                       | Роксоланія         | • Роксоланія — назва України у середньовічних османських та європейських джерелах; поетична назва України у творах барокових авторів (наприклад, «Роксоланія» Себастіяна Кленовича). І. Орновський у панегірику «Скарбниця дорогого каміння» Роксоланським Альцідом називає гетьмана Івана Мазепу. Від етноніма роксоланів, кочових іраномовних аланських племен, які заселили Північне Причорномор'я у ІІ ст. до н.е. З ал.*roχs-allyana < авест.*raoχšna-*aryāna — укр. «сяючі/світлі арії/алани». |

## А
| Країна                                            | Назва офіційною мовою           | Інші назви | Походження назви |
| ------------------------------------------------- | ------------------------------- | --- | --- |
| Австралія                                         | англ. Commonwealth of Australia | нід. Nieuw Holland                                                                                                | • Назва країни походить з лат. Terra Australis Incognita, що означає Невідома Південна земля. Територія була названа так ранніми європейськими дослідниками, які вірили, що австралійський материк був набагато більшим допоки його відкрили. Мандрівник Метью Фліндерс (1774–1814), який першим досліджував австралійський берег і зробив його карту, використав термін Австралія у своїй роботі «Подорож до Terra Australis». Попередні голландські дослідники використовували терміни як Australisch, так і Нова Голландія (Nova Hollandia). • Нова Голландія (лат. Nova Hollandia від нід. Nieuw Holland) — колишня назва голландської провінції, яку дав мореплавець Абель Тасман у 1644 році. Див. також Нідерланди. • Оз — розмовний екзонім, імовірне скорочення від Австралія (Australia → Aussie). Народна етимологія пов'язує назву з твором Френка Баума «Чарівник з країни Оз» (1904). Уперше Оксфордський словник англійської мови зафіксував назву Осс (Oss) 1908 року. Але немає точної відповіді, чи Френк Баум надихнув на появу такої назви, чи навпаки він запозичив її. |
| Австрія                                           | нім. Österreich                 | • араб. النمسا (Nimsa), • чеськ. Rakousko                                                                         | • Австрія — східна держава. Від латинізованого германського слова Österreich. У IX ст. Австрія була крайньою східною територією в складі Франкської імперії, а також прикордонною зоною німецьких поселень зі слов'янськими землями. Карл Великий назвав країну Ostmark («східна прикордонна територія»). У 996 році вперше з'явився термін Ostarrichi. Назву Ostmark використовували нацисти під час аншлюсу Австрії. • До арабської мови слово, імовірно, прийшло зі слов'янської, через османську. • Чеська назва Австрії Rakousko походить від слова Rakuš / Rakús, яким чехи називали прикордонне місто Ratgoz (в даний час Raabs an der Thaya) і його околиці. Це було першим великим містом після перетину кордону з австрійськими землями. Уперше зафіксовано в хроніці Косми в ХІ ст. У Польщі навіть у XVII ст. австрійських принцес називали rakuszankami. |
| Азербайджан                                       | азерб. Azərbaycan Respublikası  | • вірм. Ադրբեջան (Adrbeǧan), • араб. آذربيجان (Adharbajdżan), • перс. آذربایجان (Âzarbâjdżân), • лат. Atropatene, | Назва Азербайджан, точніше Азарбайджан (آذربایجان) є арабізованою формою від класичної перс. Āδarbāδāgān (Āδarbāyagān) (пор. вірм. Atrpatakan, грец. Άτροπατηνη). Імовірно, походять від імені останнього ахеменідського сатрапа Мідії Атропат (Āturpāt), який уперше в 320 році до нашої ери створив у північній частині Мідії незалежну державу. Термін Āturpātākān утворений за допомогою середньоперського патронімічного суфікса -akān від імені Āturpāt ін-Іран. * Āturpāta — (букв. захищений (святим) вогнем). Після завоювання Ірану Арабським халіфатом в VII–VIII ст., топонім āturpātākān під впливом арабської мови трансформувався в Азарбайджан (آذربایجان). Існує також теорія, що Азербайджан є отюрченою формою зарабізованої версії перського топоніма Âzarâbâdagân (Азар — вогонь; âbâdag — місце відправлення культу і суфікс множини), або країна вічного вогню, що може бути пов'язано із зороастрийськими храмами вогню в цьому регіоні. |
| Аландські острови (автономна провінція Фінляндії) | швед. Åland                     | фін. Ahvenanmaa                                                                                                   | За однією версією, назва походить з давньогерманської *Ahvaland, що означає Земля [у] воді. У Швеції, спочатку трансформувалась в Áland, а зрештою в Åland, буквально річкова земля, хоча річки не сформували географію Аландських островів. Фінська назва острова, Ahvenanmaa (землі окунів), напевно, зберегла іншу форму старої назви. За іншою теорією, назва островів Ahvenanmaa походить з фінської, від якої утворилася шведська назва Åland. |
| Албанія                                           | алб. Shqipëri/Shqipëria         | • тур. Arnavutluk, • грец. Αλβανία (Албанія), • Arbanitia                                                         | • Існує кілька версій походження терміна Албанія : — від іллір. слова олба — поселення або алб — пагорб, невелика гора; — від лат. alb (алб) — білий (найрозповсюдженіша, однак, найменш обґрунтована версія); — від назви іллірійського племені арберів/арбенів/албанів. • Самі албанці називають себе shqiptare (шкіптаре або шчіптаре), а країну — Shqipëria (Шкіперія або Шчіперія). За офіційною албанською версією, етнонім походить від слова шкіп (shqip), що означає орел. Таким чином, Шкіпрія означає Країна орлів. Існує албанська легенда про орла, що нагородив албанців силою. Орел зображений на державному прапорі Албанії. Однак, найобґрунтованішою є версія про походження цього терміна від албанського слова шчіп — говорити зрозуміло, тобто ті, що говорять зрозуміло, зрозумілою мовою. (Аналогічну етимологію, радше за все, має термін слов'яни). |
| Алжир                                             | араб. الجزائر аль-Джаза́їр       | фр. Alger | Термін походить від назви столиці Алжир. З араб. الجزائر (аль-Джаза́їр) перекладається як острів, оскільки уздовж міського берега розташовані чотири острови, що стали частиною материка в 1525 році. جزائر بني مَزغَنّاي аль-Джаза́їр скорочено від давнішої назви jazāʼir banī mazġannāy, острови (племені) Бані Мазганнаї. В українську мову назва прийшла з арабської через французьку. |
| Ангілья (заморська територія Великої Британії)    | англ. Anguilla                  | | Назва походить від слова що в декількох романських мовах значить вугор (наприклад ісп. anguila), імовірно, через вугроподібну форму острова. |
| Англія                                            | англ. England                   | •англ. Albion (Альбіон), • Loegria (Logres, Logris)                                                               | • Слово Англія походить від давньоанглійської назви Engla land, що означає земля англів. Англи були одним з германських племен, які поселилися в Англії у V-VI ст. н. е. Англи прийшли з півострова Ангельн, що є сьогодні частиною Данії та північної Німеччини. Перші згадки про англів зустрічаються у роботі історика Тацита «Германія», написаній у 98 році до н. е. Єдиної точки зору щодо етимології назви племені немає. Було висловлено припущення, що вона походить від слова angular (кутовий) через відповідну форму півострова Ангельн. Однак чому термін, що походить від назви племені, яке було значно меншим, ніж інші, такі як сакси, стали використовуватися для всієї країни та її народу невідомо, але, імовірно, це пов'язано зі звичаєм називати германські народи у Великій Британії англо-саксами. Відповідно до Оксфордського словника англійської мови, уперше відоме використання Англія було застосовано в 897 році до південної частини острова Великої Британії. У сучасній орфографії слово було вперше використано в 1538 році. Назва Англія часто неправильно використовується на позначення Великої Британії у цілому, що, певною мірою, принижує мешканців Шотландії, Уельсу і Північної Ірландії. Так само за часів існування радянської влади за кордоном весь СРСР і його частини називали Росією, ігноруючи назви інших республік. • Альтернативна назва Англії Альбіон, яка зустрічається вже у Аристотеля. Альбіоном спочатку називали весь острів Велика Британія. Найбільш ранній запис назви з'являється у Аристотеля в IV столітті до н. е. Слово Альбіон (Ἀλβίων) або insula Albionum має два можливих походження. Слово виводять від лат. Albus (білий), що походить від білих крейдяних скель Дувра, вигляд на які відкривається з боку Ла-Манша. Інші вважають, що давні греки і римляни позичили цю назву у кельтів, у яких вона означала гірський острів (від кельтського слова Albai). Сьогодні назва Альбіон або Туманний Альбіон має переважно поетичний характер. • Ще одна, поетична, назва Англії — Лоеґрія (Loegria), зустрічається в легендах про короля Артура і пов'язана з валлійським словом Lloegr, що, у свою чергу, походить від імені другого міфічного короля Британії Локріна. |
| Ангола                                            | порт. Angola                    | | Від назви титулу Ngola, використовуваного монархом країни у доколоніальному королівстві Ндонго. Португальці назвали так всю землю, щоб вшанувати дружніх їм монархів. |
| Андорра                                           | кат. Principat d’Andorra        | • ісп. Principado de Andorra, • фр. Principauté d'Andorre                                                         | Походження слова Андорра достеменно невідоме, проте Жоан Коромінес наполягав на тому, що воно існувало ще в доримську добу. Можливо, назва країни походить від арабського слова ad-Darra (араб. الدّارة), що означає ліс. Припускають іберійське чи баскське походження. Зокрема, баск. andurrial (пустка) або ісп. andar (йти). |
| Антигуа і Барбуда                                 | англ. Antigua and Barbuda       | | Христофор Колумб назвав острови Антигуа на честь собору Севільї, Санта-Марія-Ла-Антигуа (Старий собор Діви Марії), у 1493 році. Барбуда (порт. бородатий) отримала свою назву від фігових дерев, довгі листя яких нагадують бороду. З іншого боку, це також може означати бороди місцевих індіанців. Раніше Барбуду називали Dulcine (ісп. Dulce — солодкий). Див. також Барбадос. |
| Аргентина                                         | ісп. Argentina                  | | З лат. argentum (срібло). Купці використовували аргентинську річку Ріо-де-ла-Плата (Срібна річка) для перевозу срібла та інших скарбів з Перу. Земля вниз за течією і стала відома як Аргентина (Земля срібла). Уперше назва згадується у 1602 році в поемі Барко Сентенери La Argentina y conquista del Río de la Plata (Аргентина і завоювання Ріо де ла Плата). А перше офіційне застосування назви відбулося у 1826 році і було закріплено конституцією країни. |
| Аруба (територія Нідерландів)                     | нід. і пап'ям. Aruba            | | Існує декілька теорій про походження назви острова. Найвірогідніша з них пов'язує слово Аруба з індіанськими словами ora ( мушля ) та oubao ( острів) — острів мушель. За іншою версією, назва походить від слів uru (каное) та oubao (острів), імовірна згадка про подорож індіанців на каное до острова Аруба. Є ще версія походження слова Аруба від іспанського oro hubo (тут було золото), що могло бути пов'язаним з пошуками золота на цьому острові. Перші згадки про острів датуються 1562 роком, під яким він позначений на карті як Orua. На інших картах XVI—XVII ст. позначається, як Oruba, Ouraba, Uruba та Arouba. |
| Афганістан                                        | пушту افغانستان                 | узб. Afg'oniston                                                                                                  | Від санскритської назви Upa-Ghana-Stan — земля об'єднаних племен. |

## Б
| Країна                                                                          | Назва офіційною мовою                                                                 | Інші назви | Походження назви |
| ------------------------------------------------------------------------------- | ------------------------------------------------------------------------------------- | ---------- | --- |
| Багамські Острови                                                               | англ. Bahamas                                                                         |            | Від ісп. Baja Mar (неглибоке море), назви, яку дали іспанські конкістадори. |
| Бангладеш                                                                       | бенг. গণপ্রজাতন্ত্রী বাংলাদেশ (Bānglādesh)                                                     |            | З бенг. গণপ্রজাতন্ত্রী বাংলাদেশ — Bangla означає людей, що говорять бенгальською мовою, а Desh — країна, таким чином, Бангладеш — країна, у якій говорить бенгальською. Країна раніше була частиною Індії і культура бенгалі охоплює велику територію Індії і Бангладешу. |
| Барбадос                                                                        | англ. Barbados                                                                        |            | Назва, яку дав португальський дослідник Педро а Кампос. Los Barbados означає бородаті, за виглядом фігових дерев острова. Див. також значення назви Антигуа і Барбуда. |
| Країна Басків (автономна область в Іспанії)                                     | • баск. Euskadi, • ісп. País Vasco                                                    |            | Слово vasco (баск) від лат. uasco (множинна — Vascon) — назва давнього народу Васконі, що жив в іспанській Країні Басків у доримську і римську добу. |
| Бахрейн                                                                         | араб. مملكة البحرين                                                                   |            | Від арабської два моря. Бахрейн знаходиться у затоці, оточеній арабською землею й Катарським півостровом, і деякі люди вважають, що два моря — це вода затоки з обох сторін острова. Деякі вважають, що у цьому випадку йде посилання на положення острова Бахрейн у Перській затоці, розділеній двома морями від арабського берега на півдні й Ірану на півночі. |
| Беліз                                                                           | англ. Belize                                                                          |            | Точна етимологія невідома, за однією з версій походить від перекрученої іспанської вимови Пітера Уелліса — пірата, який заснував перше поселення в Белізі в 1638 році. |
| Бельгія                                                                         | • нід. België, • фр. Belgique, • нім. Belgien                                         |            | Від Gallia Belgica, давньоримської провінції, заселеної у давні часи племенем белгів, кельтсько-германського походження. Можливо, назва пішла від Bolg, що означає сумка, утроба. |
| Бенін                                                                           | фр. Bénin                                                                             |            | • Названий на честь старої однойменної африканської імперії, на чиїй території розташований сучасний Бенін. • Держава Бенін раніше називалася Дагомея від найчисельнішої етнічної групи. |
| Бермудські Острови (заморська територія Великої Британії)                       | англ. Bermuda Islands                                                                 |            | Названий на честь іспанського капітана Хуана де Бермудеса, який відкрив острови в 1503 році. |
| Білорусь                                                                        | біл. Беларусь                                                                         | Білорусь   | Біла Русь, за радянських часів — Білорусія (назву було змінено, щоб акцентувати на уявній приналежності білорусів до «триєдиного» російського народу). Біла Русь — стародавня назва однієї з областей Великого Князівства Литовського (поряд з Чорною та Червоною). Кольори відповідають сторонам світу (чорний або синій — північ, червоний — південь, білий — захід, зелений — схід й жовтий — центр) в монгольській і татарській культурі, яка можливо вплинула на назву цієї землі. Існують і менш імовірні гіпотези про так звану Балтську Русь (балтськими мовами балт означає білий) і Білу у сенсі вільну від монголо-татарської навали. |
| Болгарія                                                                        | болг. България                                                                        |            | Походить від назви болгарського народу. Існують різні версії походження терміна болгари/булгари. Згідно з однією з теорій, слово болгари з тюркської перекладається як повсталі. Відповідно до теорії Гесера Курултаева первісною формою є Балгар, яка потім переходить в о у слов'янській вимові (напр. в давньоболгарських літописах). Бал-/балч- означає голова, головний, а -гар — рід, народ. Тобто болгар (балгар) — головний народ. Існує варіанти розшифровки слова болгар за допомогою татарської мови, де бай — багатий, знатний, пан або бойліґ/байліґ — багатство, знатність, а ар-їре — людина, чоловік, тобто болгар — це знатний чоловік або просто пан, а також за допомогою чуваської мови, де пул- (у татарській вимові це ж слово звучить як бул-) означає будь, а кар (у татарській вимові звучить також) — дружній, тобто болгар (пул кар) — це заклик до єдності Будь дружнім. |
| Болівія                                                                         | ісп. Bolivia                                                                          |            | На честь Симона Болівара, військового діяча, що вступив у боротьбу з іспанцями, і першого президента республіки (після визнання незалежності у 1824 році). |
| Боснія і Герцеговина                                                            | • босн. Bosna i Hercegovina, • серб. Босна и Херцеговина, • хорв. Bosna i Hercegovina |            | Раніше країна складалася з двох окремих територій: великої північної частини Боснія й меншої південної Герцеговини. Боснія. Назва Боснія вперше згадується в політико-географічному трактаті Костянтина Багрянородного «Про управління імперією» (між 948 і 952), в якому описується «маленька країна Bosona (Βοσώνα)» . Імовірно, північна частина сучасної країни названа на честь річки Босна. Філолог Антон Мейер припускає, що гідронім має індоєвропейське коріння *bos або *bogh, що означає річка, що біжить. Інші теорії виводять від лат. Bosina (кордон) або навіть слов'янського коріння. Герцеговина. З походженням цієї назви більш-менш ясно. У середньовіччя регіон був відомий як Захумле, що походить від назви гори Хум (За Хумом), біля Блага. У 1440-х роках ці землі приєднали до Боснії, якою керував верховний воєвода Стефан Вукчич Косач. У документі, надісланому імператору Фредеріку IV 1448 року, він підписався як «Герцог Святого Сави, Володар Захумле і Примор'я, Великий князь Боснії». Відтак регіон став називатись як Герцеговина, тобто земля герцога (герцогство). Згодом територія увійшла до складу Османської імперії як санджак Герцеговина у складі Боснійського еялету. Короткий час у 1830-х роках існувала як окремий, напівсамостійний еялет Герцеговина. У 1850-х роках після смерті його правителя, візира Алі-паши Різванбеговича два еялети були об'єднані в єдину країну Боснію і Герцеговину. |
| Ботсвана                                                                        | англ. Botswana                                                                        |            | Названа на честь переважної етнічної групи країни тсвана |
| Бразилія                                                                        | порт. Brasil                                                                          |            | Від однойменного дерева, яке, у свою чергу, було названо через червонуватий колір деревини, що нагадує кольором розпечене вугілля (португальською — brasil). |
| Бруней                                                                          | малай. Brunei                                                                         |            | Імовірно, походить з гінді під впливом санскритської bhurni — землі або країна. Крім того, назва можливо була отримана з малайського вигуку радості Баруна! — відмінно. Барунаї був перейменований у XIV ст., під впливом санскритського слова varunai, тобто моряки-продавці, перш ніж стати Бруней. В офіційному імені країни («Negara Brunei Darussalam») малай. Негара означає держава, яке походить від санскритського Нагара — місто, і араб. Даруссалам означає будинок миру |
| Британська Територія в Індійському Океані заморська територія Великої Британії) | англ. British Indian Ocean Territory                                                  |            | Ця назва не потребує пояснення. |
| Буркіна-Фасо                                                                    | фр. Burkina Faso                                                                      |            | Земля чесних людей. Раніше країна називалася Верхня Вольта від назв двох головних річок — Біла Вольта і Чорна Вольта, джерела яких розташовані у Буркіна-Фасо. |
| Бурунді                                                                         | фр. Burundi                                                                           |            | Земля тих, хто розмовляє мовою рунді. |
| Бутан                                                                           | Мовою дзонґ-ке འབྲུག་ཡུལ་ (drug yul zhuk yü)                                             |            | Земля Bhotia. Жителі Тибету мігрували до Бутану в Х ст. Загальний корінь бод, давня назва Тибету. Друга неофіційна назва — Друк-Юл, що означає земля громового дракона, земля грому чи земля дракона. |

## В
| Країна | Назва офіційною мовою | Інші назви | Походження назви |
| --- | --- | --- | --- |
| Вануату | бісл. Ripablik blong Vanuatu                                                                                             | • англ. Republic of Vanuatu, • фр. République du Vanuatu                                                                      | Від бісл. назавжди на нашій землі. Раніше країна була відома як Острови Нові Гебриди (на честь островів поблизу Шотландії). |
| Ватикан | • лат. Status Civitatis Vaticanae, • італ. Stato della Città del Vaticano                                                | | Свою назву держава отримала від імені пагорба Mons Vaticanus, з лат. vaticinia — місце віщувань. Вулиця біля підніжжя цього пагорба використовувалася ворожками і провісниками в римські часи. |
| Велика Британія | • англ. Great Britain and United Kingdom • давньоанглійською Breoton, Breoten, Bryten, Breten, Breoton-lond, Breten-lond | • валл. Prydain, • лат. Britannia, • італ. Regno Unito, • ісп. Reino Unido, • нім. Vereinigtes Königreich                     | Топонім перекладається майже всіма мовами як Велика Британія або Об'єднане Королівство. Власне, це об'єднання Англії, Північної Ірландії, Уельсу і Шотландії. Слово Британія походить від давньофранцузького Bretaigne, яке було запозичене з давньогрецької Πρεττανικη (Prettanike), до якої, у свою чергу, потрапило з кельтської, а туди з валл. Prydain. Латинська назва Britannia зустрічається у працях давньогрецького мандрівника Піфея близько 320 року до н. е., який дає опис різних островів у Північній Атлантиці (можливо, Ісландії або Шетландських островів). Птолемей використав термін Μικρὰ Βρεττανία (Мала Бреттанія) для Ірландії, хоча в його інших роботах Ірландія названа як Ιουερνία (Iwernia). Бріттія як назва для Великої Британії з'являється у Прокопія, яке використовувалося в VI ст. населенням Нідерландів. |
| Венесуела | ісп. Venezuela | | Маленька Венеція, від зменшувальної форми Венеція. Існує версія, що назву країні дав італійський картограф Амеріґо Веспуччі, який 1499 року відвідав ці місця у складі експедиції Алонсо де Охеди. Мандрівники побачили оселі на палях, побудовані аборигенами на озері Маракайбо, і вирішили назвати країну на честь європейського міста на воді. |
| Американські Віргінські Острови (територія США); Британські Віргінські Острови (заморська територія Великої Британії) | | | Христофор Колумб, відкривши численні острови на північному сході Карибського басейну в 1493 році, назвав їх на честь Св. Урсули і її 11000 послідовниць-дів (vergini). Розрізняють Американські та Британські Віргінські острови. |
| Вірменія | вірм. Հայաստան | • груз. სომხეთი (Сомхеті), • араб. رمينيا (Armīniyā), грец. Αρμενία (Арменія), • перс. ارمنستان (Armanestan), тур. Ermenistan | • Екзонім Вірменія зафіксований у давньоперському Бегістунському написі (515 рік до н. е.) як Арміна. Назва давньогрецькою Αρμένιοι вірмени зафіксована у Гекатея Мілетського і Ксенофонта. Згідно з історією Мовсеса Хоренаци, Вірменія походить від імені Арам, прямого нащадка Хайка, легендарного пращура вірменського народу. • Назва вірм. Հայաստան (Айястан) походить від імені самого Айка (Хайка), онука Ноя, який після потопу засновує на території сучасної Вірменії місто, і перс. stān. • Ще одна версія виводить назву від народу мінаїв (minni або mannaeans), що мешкали в районі гори Арарат. З префіксом ar-, тобто земля мінаїв. • Грузинський термін Somkhiti / Somkheti, на думку сучасних дослідників, походить від Sukhmi або Sokhmi, назви давньої землі, розташованої відповідно до ассирійських і урартських документів у верхів'ях Євфрату. Після падіння Урарту і мідійського вторгнення, відбулося подальше злиття і змішання різних племен, так що Hai, Arme і Sokhmi стала синонімами. |
| Волліс і Футуна (територія Франції)                                                                                   | фр. Wallis-et-Futuna | | Походить від прізвища англійського капітана Самуеля Уолліса, який плавав неподалік від острова в 1797 році. |
| В'єтнам | в'єт. Việt Nam, трансліт. 越南                                                                                           | | Південна земля. Перша в'єтнамська цивілізація насправді була набагато північніше сучасного В'єтнаму. |

## Г
| Країна                                                                    | Назва офіційною мовою | Інші назви                           | Походження назви |
| ------------------------------------------------------------------------- | --- | ------------------------------------ | --- |
| Габон                                                                     | фр. Gabon |                                      | Від порт. назви річки Мбе Gabao (пальто з каптуром) від специфічної форми гирла річки. |
| Гаїті                                                                     | • гаїт. креол. Ayiti, • фр. Haïti |                                      | Мовою індіанців араваків і таїно означає висока гора; Христофор Колумб дав назву Еспаньйола (маленька Іспанія), однак до нього регіон називався Гаїті. |
| Гамбія                                                                    | англ. Republic of the Gambia |                                      | Від назви річки Гамбія, яка перетинає країну. Слово Гамбія може походити з порт. câmbio(ринок або обмін), що нагадує про торгівлю, яку в минулому активно вела Португалія в цьому регіоні. |
| Гана                                                                      | англ. Ghana |                                      | На честь однойменного стародавнього західно-африканського королівства. Однак сучасна територія Гани ніколи не була його частиною. |
| Гаяна                                                                     | англ. Guyana |                                      | Можливо, від слова Guainazes, що місцевою мовою означає люди, гідні поваги. |
| Гваделупа (територія Франції)                                             | фр. Guadeloupe |                                      | Христофор Колумб назвав відкритий ним в 1493 році острів Санта-Марія-де-Гуадалупе на честь Діви Марії, шанованої в іспанському місті Гваделупі, в Естремадура. |
| Гватемала                                                                 | ісп. Guatemala |                                      | Назва походить від ацтекського слова Cuauhtēmallān — місце багатьох дерев, переклад з мови кіче K'ii'chee’ — багато дерев, ліс. Коли конкістадори прибули до Гватемали, вони побачили, гниле дерево з великою кількістю інших дерев навколо палацу. Іспанці вирішили, що це центр королівства мая. Від тубільців вони довідалися про назву цієї місцевості. |
| Французька Гвіана (територія Франції)                                     | фр. Guyane Française |                                      | Див. етимологію назв Гаяна і Франція. |
| Гвінея                                                                    | фр. Guinée |                                      | З мови сусу (Sousou) означає жінки. Від португальців ця назва потрапила до інших європейських мов. За іншою версією, походить від бербер. Akal n-Iguinawen, що означає земля чорних. |
| Гвінея-Бісау                                                              | порт. Guiné-Bissau |                                      | Від Гвінея (див. вище) і назви столиці Бісау. |
| Гібралтар (володіння Великої Британії)                                    | англ. Gibraltar |                                      | Назва Ґібралтар походить від арабського імені Джабаль Аль-Тарік, що значить гора Тарік, або від Ґібр Аль-Тарік, що значить скеля Тарік. Цей термін пов'язаний з ім'ям Таріка бен Зіяда, чия армія висадилися в Ґібралтарі 29 квітня 711, розпочавши тим самим арабську експансію на Піренейський півострів. |
| Гондурас                                                                  | ісп. Honduras |                                      | Христофор Колумб назвав країну ісп. Honduras (глибини) від глибоких вод біля північного узбережжя. |
| Гонконг (особливий адміністративний район Китайської Народної Республіки) | • кит.: 香港特別行政區, 香港特别行政区 (сянган тебє сінчженцюй), • англ. Hong Kong Special Administrative Region, • кант. гьонкон такпіт ганчінкгьой) або скорочено Гонконг кит.: 香港 | Сянган                               | • Передача англійською мовою кантонської або хаккаської назви 香港 (Сян Ґанґ), що означає пахуча гавань. До 1842 року Гонконгом спочатку називали невеликий вхід до затоки Абердин (Маленький Гонконг) між островом Ап Леї Чау та південною частиною острова, який пізніше став відомий як Гонконг. Саме тут відбувалися перші зустрічі між британськими моряками і місцевими рибалками. Аромат можливо був пов'язаний зі свіжою водою річки Чжуцзян під час припливу або з ладаном, який зберігався уздовж берега на північ від Коулун на експорт. Уперше назва Гонконгу до всього острова стала уживатися в офіційних документах після підписання Нанкінського договору в 1842 році. • Офіційною мовою КНР путунхуа ті ж самі ієрогліфи на позначення міста читаються як Сянган. |
| Греція                                                                    | грец. Ελλάδα (Еллада) |                                      | Від лат. Grecus (греки). Аристотель припускав, що ця назва стосується корінних народів Епіру (гірський прибережний район, оточений Егейською Македонією і Фессалією). Самоназва — Еллада, походить від прадавнього однойменного міста, заснованого Геленом, або Елліном. |
| Гренада                                                                   | англ. Grenada |                                      | Від південноіспанського міста Гранада, що у свою чергу походить від Gárnata (араб. غرناطة), назви місцевих єврейських та арабських мешканців. |
| Грузія                                                                    | груз. საქართველო, трансліт. (Сакартвело) | • вірм. Վրաստան (Врастан), • Колхіда | • Термін Georgia, імовірно, походить від персько-арабського найменування грузин gurğ, ğurğ, який був сприйнятий хрестоносцями і паломниками до Святої Землі. Вони дали країні назву Jorgania, Giorginia і пов'язали з ім'ям Святого Георгія, який нібито був популярний серед грузин. За іншою теорією, назву виводять з грец. γεωργός («geōrgós») — землероби. • Насправді, назва Грузія була запозичена в ХІ або ХІІ ст. із сирійської мови gurz-ān/gurz-iyān та арабської ĵurĵan/ĵurzan, що походить з перської gurğ/gurğān, а те слово, у свою чергу, з давньоіранської — vrkān/waručān неясного походження. Однак існує подібний топонім у Прикаспії Ґорґан, що означає з перської земля вовків. Таку ж етимологію, імовірно, має вірменське слово Virk (Վիրք). Інший варіант, від Гурджистана (gurj — гірський і перс. stān), що входив до складу Перської імперії. У часи козаччини грузин в Україні називали гурджіями. • Грузинська назва Сакартвело (საქართველო) означає місце/земля картвелів, тобто грузин. Картлі — одна з історичних областей Грузії. Назву пов'язують з легендарним пращуром грузин Картлосом, братом Хайка (див. етимологію Вірменія). |
| Гуам (територія США)                                                      | чам. Guåhan | Guam                                 | Слово guahan (гуахан) мовою чаморро означає ми маємо. |

## Ґ
| Країна                       | Назва офіційною мовою                     | Інші назви             | Походження назви |
| ---------------------------- | ----------------------------------------- | ---------------------- | --- |
| Гренландія (територія Данії) | • гренл. Kalaalit Nunaat, • дан. Grønland | Gruntland, Engronelant | • Зелений острів — давньоскандинавська назва, яку дав у 982 році Ерік Рудий. Відповідно до ісландських саг Ерік Рудий був вигнаний з Ісландії за вбивство. Він разом зі своєю родиною і рабами вирушив на кораблях, щоб знайти землю, яка, за чутками, лежала на північному заході. Оселившись тут, він назвав землю Grœnland (Ґренландія), імовірно, для залучення поселенців. Водночас південна частина Ґренландії, що не покрита льодовиками, зелена в літній час. На ранніх картах Ґренландія також називалася Gruntland і Engronelant (або Engroneland). Імовірно, Grøn (зелений) було помилковою транскрипцією слова grunt (земля), яку застосували до мілководних заток. • Ґренландська назва Kalaallit Nunaat означає земля людей Kalaallit. |

## Д
| Країна                                    | Назва офіційною мовою                                               | Інші назви | Походження назви |
| ----------------------------------------- | ------------------------------------------------------------------- | ---------- | --- |
| Данія                                     | дан. Danmark                                                        |            | Від протоіндоєвропейського Dhen (низький чи плаский) і німецького mark, що означає прикордонна земля чи межовий ліс. Назва використовувалася стародавніми готами для опису лісу, що відділяв Готланд від Сканії. |
| Джерсі (під юрисдикцією Великої Британії) | • англ. Jersey, • фр. Jersey, • норм. Jèrri                         |            | Норвезький суфікс -еу означає острів, і зазвичай зустрічається в районах Північної Європи, де існували норманські поселення. Значення першої частини назви острова невідоме. Серед деяких припущень є походження від норв. jarth (земля) або jarl (граф), або, можливо, від імені Geirr (Острів Джеррі). Американський письменник Вільям Сафір припустив, що Jers у назві Джерсі спотворене слово Цезар. |
| Джибуті                                   | • фр. Djibouti, • араб. جيبوتي (Ji-bu-ti-), • сомалійською: Jabuuti |            | Названа на честь нижньої частини Аденської затоки Індійського океану. Можливо, від слова (однією з афарських мов) gabouti — килимок під дверима, зроблений з пальмового волокна. |
| Джонстон (атол) (територія США)           | англ. Johnston Atoll                                                |            | Першим з європейців атол відвідав 2 вересня 1796 року Джозеф Пірпон, капітан американського бригу «Саллі», що сів неподалік на мілину. Однак був названий на честь іншого капітана — Чарльза Дж. Джонсона, командира судна «Корнуолліс», який відвідав атол 14 грудня 1807 року. |
| Домініка                                  | англ. Dominica                                                      |            | Від лат. Dies Dominica (неділя), день тижня, коли Христофор Колумб уперше висадився на острів. |
| Домініканська Республіка                  | ісп. República Dominicana                                           |            | Походить від Санто-Домінго, столиці, яка носить ім'я іспанського Святого Домініка, засновника домініканського ордена. |

## Е
| Країна               | Назва офіційною мовою                                                         | Інші назви                                     | Походження назви |
| -------------------- | ----------------------------------------------------------------------------- | ---------------------------------------------- | --- |
| Еквадор              | ісп. Ecuador                                                                  |                                                | від ісп. Ecuador (екватор). |
| Екваторіальна Гвінея | • ісп. República de Guinea Ecuatorial, • фр. République de Guinée équatoriale |                                                | Екваторіальна — від географічного положення. Однак екватор не проходить через територію країни, хоча країна лежить по обидва його боки, оскільки її острів Аннобон знаходиться на південь, а материкова частина розташована на північ від екватора. Див. вище Гвінея. |
| Еритрея              | • Hagere Ertra, • دولة إرتريا, • Dawlat Iritrīya                              |                                                | Від лат. Mare Erythraeum (Червоне море), що, у свою чергу, походить від давньогрецької Erythrea Thalassa. Названа італійськими колонізаторами. |
| Естонія              | ест. Eesti                                                                    | • д.-рус. чудь, • латис. Igaunija, • фін. Viro | • Від лат. версії германського слова Estland, яке можливо походить від германського слова східний (шлях), або, менш імовірно, від імені Aestia, що вперше згадується в стародавніх грецьких текстах щодо Мазурії у Польщі, а не Естонії. • Давньоруською мовою чудь — від готського слова народ (порівняй Deutschland під заголовком Німеччина), а в народній етимології також пов'язане зі слов'янським коренем чудний. • латис. Igaunija — від давньої племені Ugaunian, що мешкали в південно-східній Естонії. • фін. Viro — від давнього племені Vironian в північній Естонії. |
| Ефіопія              | ኢትዮጵያ [ʾiːtjoːṗṗjaː]                                                          | Абісинія                                       | • Від грецького слова Αἰθιοπία (Aithiopía, лат. Æthiopia), Αἰθίοψ (Aithíops), ефіопський — іноді інтерпретується як суто грецький термін, що означає обгоріле (αἰθ-) обличчя (ὤψ). Проте, деякі (наприклад, Книга Аксума, XVI-XVII ст.) ефіопські джерела стверджують, що назва походить від Ityopp'is, сина Куша, сина Хама, який, за легендою, заснував місто Аксум. • Інша назва Абісинія походить від араб. (الحبشة ) форми ефіопського слова (ሐበሻ) Habesha, колективне ім'я всіх племен в давній Ефіопії.                                                                     |

## Є
| Країна | Назва офіційною мовою                                                            | Інші назви | Походження назви |
| ------ | -------------------------------------------------------------------------------- | ---------- | --- |
| Єгипет | • араб. مصر (Міср/Miṣr), • мовою масрі (діалект Нижнього Єгипту) مصر (Маср/Maṣr) |            | • Від лат. Aegyptus, що, у свою чергу, походить від давньогрецької Αἴγυπτος (Aígyptos). За словами Стратона, грецька назва походить від Αἰγαίου ὑπτίως (Aigaíou hyptíōs) або землі під Егейським морем. Крім того, можливе походження від єгипетської назви Мемфіса, * ħāwit kuʔ pitáħ, що означає будинок (або храм) душі Птаха. • араб. مصر (Miṣr або єгипетською арабською Maṣr) — загальносемітське слово івр. Mitzraim, уперше використовувалося у значенні Єгипет в акадській мові і в перекладі означало місто або засновувати чи знаходити в арабській. Османська назва Місир походить від арабського. Ім'я на івриті буквально означає два Єгипти, можливо, від стародавнього царства Верхнього і Нижнього Єгипту. На івриті може також означати протоки або вузькі місця, що вказує на форму країни, яка простяглася уздовж річки Ніл, і має більш символічну вагу в Біблії щодо історії Виходу єврейського народу з Єгипту. • Kême Ⲭⲏⲙⲓ (коптська назва): чорна земля (давньоєгипетською kmt), імовірно, від грязі Нілу після літньої повені, на противагу пустелі, називаної Червоною землею (давньоєгипетською dšrt). |
| Ємен   | араб. اليمن (аль-Йаман)                                                          |            | Походження назви дискутується. У деяких джерелах запевняють, що воно пішло від арабського Yamin, що означає праворуч (посилання на позицію Ємену з точки зору спостерігача, що дивиться з Мекки), інші припускають, що назва походить від Yumn, що означає щастя, благословення. Назва (для класичного світу — Arabia Felix) звичайно стосувалася всього південного узбережжя Аравійського півострова. |

## З
| Країна   | Назва офіційною мовою | Інші назви | Походження назви |
| -------- | --------------------- | --- | --- |
| Замбія   | англ. Zambia          | Northern Rhodesia (Північна Родезія), назва країни у 1911–1963 рр.                                                                                 | • Від річки Замбезі, назва якої мовою народу тонга означає Велика річка. • Північна Родезія (колишня назва) походить від імені Сесіла Родеза, британського південноафриканського міністра і бізнесмена, який допоміг заснувати колонію. Родезія ділилася на Північну і Південну (сучасне Зімбабве). |
| Зімбабве | англ. Zimbabwe        | • South Zambezia (Південня Замбезія), • Rhodesia (Родезія), назва країни у 1895–1980 рр., • Southern Rhodesia (Південна Родезія) — у 1901–1964 рр. | З мови Шона Dzimba-dze-mabwe перекладається як будинки з каменю (dzimba — множина imba будинок; mabwe — множина bwe, камінь), назва походить від кам'яних стін стародавньої торгової імперії Великого Зімбабве.                                                                                     |

## І
| Країна    | Назва офіційною мовою                                   | Інші назви                                                                                               | Походження назви |
| --------- | ------------------------------------------------------- | --- | --- |
| Ізраїль   | • івр. יִשְׂרָאֵל (Yisrā'el), • араб. إِسْرَائِيلُ (Isrā'īl)      | • Юдея, • Сіон                                                                                           | Слово Ізраїль у загальному і релігійному сенсі означало як Землю Ізраїльську (івр. אֶרֶץ יִשְׂרָאֵל, Е́рец-Ісрае́ль), так і весь єврейський народ. Згідно з біблійною історією (Книга Буття) патріарх Яків після боротьби з янголом Бога отримує ім'я Ізраїль (той, хто боровся з Богом). За іншою версією, це ім'я походить від дієслова śarar (управляти, бути сильним, мати владу, дану зверху) і означає Має владу над силами. Згодом, єврейський народ, який походить від Якова, став називатися Дітьми Ізраїлю, Народом Ізраїлю або ізраїльтянами. Перша в історії згадка слова Ізраїль була знайдена на стелі Мернептаха на території Стародавнього Єгипту (кінець XIII ст. до н. е.) та відноситься до народу, а не до країни. |
| Індія     | • гінді भारत गणराज्य, Bhārat Gaṇarājya IAST, • англ. India | Хіндустан                                                                                                | • Походить від सिन्धु Sindhu (Сіндх), назви річки Інд, яка дала своє ім'я землі Сінда (Sindh). Похідна від перської форма назва Hind пізніше стосувалася регіону, що охоплював сучасну пакистанську провінцію Сінд, пізніше за англійського колоніального панування назва використовувалася відносно всіх країн Південної Азії, включаючи Індію, Пакистан, Бангладеш, Бірму і частину Афганістану, до їхньої незалежності в 1947 році. • санскр. भारतम् (Бхарат), імовірно, походить від імені одного з двох давніх царів Бхарата. • гінді हिंदुस्तान (Хіндустан) запозичений з перської Хіндустан هندوستان (як термін індуській). Хінд (перською вимовою звучить як Сінд) і перс. stān — країна або земля (пор. санскр. sthāna (місце, земля). Арабською мовою Індія відома як аль-Хінд (الهند), а перською — Hind (هند). Терміни Хінд і Індостан вживалися перською та арабською мовами у ХІ ст. ісламськими завойовниками Делійського султанату і Імперії Великих Моголів. |
| Індонезія | індонез. Indonesia                                      | • нід. Nederlands-Indië (Голландська Ост-Індія), • індонез. Hindia-Belanda(1800–1949), • в'єт. Nam Dương | Індійські острови. Від грецького слова nesos — острів, доданого до назви країни Індія. |
| Ірак      | араб. عراق                                              | | Від давньоєврейського Uruk (між річками), оскільки країна лежить між річками Тигр і Євфрат. |
| Іран      | перс. ایران [ʔiˈɾɒn]                                    | Персія                                                                                                   | • Іран (перс. ايراﻥ) через середньоперську Erān походить від авест. Airyāna, яке утворене від самоназви усіх давніх індоіранців — arya і перекладається або як Арійська країна, або генітивом Країна аріїв. У добу Ахеменідів (550—327 рр. до н. е.) давньоіранське поняття Aryānam Dahyunam трансформувалося у давньоперс. Aryānam Xšaθram — Держава аріїв, яке згодом дало назву державі Аршакидів (250 до н. е.—224 н. е.) — Aryānšaθr / Aryānšahr. Самоназва іранців — ірані. Попри те, що іранці називають свою країну Іраном з давніх часів, у решті світу старе іменування Персія залишалося загальноприйнятним до 1935 року, поки шах Реза не поставив вимогу від інших також називати його країну Іраном. • колишня назва Ірану Персія походить від лат. Persais, що, у свою чергу, — від давньоперсидського Paarsa — центральний район у країні, сучасний Фарс. Часто Персію пов'язують із грецькою міфологією — земля Персея. |
| Ірландія  | • ірл. Éire, • англ. Ireland                            | | Назва походить від ірл. Éire — держава. Або від докельтського Eire — родюче місце чи місце Eire (кельтської богині родючості). Відповідно до народної етимології помилково виводять слово від англ. land of iron (залізна земля). |
| Ісландія  | ісл. Ísland                                             | | Крижана земля. Названа так, щоб відмовити чужоземців від спроб оселитися на тій землі, яка насправді була родючою. |
| Іспанія   | ісп. España                                             | | Дійсне походження назви спірне. З ханаанського діалекту фінікійської мови אי שפנים ʾ О-šəpānîm (і-шпанім) перекладається як Острів даманів. Фінікійські поселенці прийняли місцевих кролів за африканських даманів, на честь яких назвали країну. Римляни адаптували назву лат. Hispania. Римські монети, що карбувалися у регіоні за часів Адріана, зображували жіночу фігуру з кроликом біля її ніг. Давньоримська назва Іберії, Hispania, може походити від поетичного використання терміна Hesperia щодо Італії, що відображало сприйняття греками Італії як західної землі або країни призахідного сонця (Hesperia), та Іспанії, яка лежить ще далі на захід (Hesperia ultima ). Також стверджують, що España походить від баскського слова Ezpanna (край або кордон), вказуючи на той факт, що Піренейський півострів являє собою південно-західний край європейського континенту. Гуманіст XV–XVI ст. Антоніо де Небріха припустив, що слово Hispania еволюціонувало від іберійського слова Hispalis, що означає місто в західному світі. Згідно з новим дослідженням Хесуса Луїса Кунчійоса (Jesús Luis Cunchillos) «Основи фінікійської граматики», опублікованої у 2000 році, коренем span є spy (кувати метали). Тому i-spn-ya означає земля, на якій куються метали. |
| Італія    | італ. Italia                                            | | Від етноніму лат. Italici (італіки). Згідно з найпоширенішим поясненням, цей термін був запозичений з грецької через оскську Víteliú, що означає земля молодої великої рогатої худоби (пор. грец. ιταλός (бик), лат. vitulus, і умбрське слово vitlo — теля). Бик — символ південних італійських племен. Назва Italia спочатку використовувалася тільки для південної частини Італії (сучасна Калабрія). Греки поступово застосовували назву щодо більшого регіону, а з часів римського завоювання цей термін був поширений на весь півострів |

## Й
| Країна   | Назва офіційною мовою    | Інші назви | Походження назви |
| -------- | ------------------------ | --- | --- |
| Йорданія | араб. الأردن (Аль-Урдун) | • араб. إمارة شرق الأردن (Imārat Sharq al-ʾUrdun) Емірат Трансйорданія — назва країни у 1921–1946 рр., • араб. إمارة (al-ʾUrdun) | За назвою річки Йордан, яка походить від гебрейського і ханаанського кореня ירד (yrd) — спуск (до Мертвого моря). Річка Йордан є частиною кордону між Йорданією та Ізраїлем. • Трансйорданія походить від trans (через або за), тобто на схід від річки Йордан. • Урдун — транслітерація арабської назви Йорданії |

## К
| Країна                                                   | Назва офіційною мовою                               | Інші назви | Походження назви |
| -------------------------------------------------------- | --------------------------------------------------- | --- | --- |
| Кабо-Верде                                               | порт. Cabo Verde                                    | | Зелений мис. Острови названі португальськими моряками, оскільки були розташовані навпроти Зеленого мису у Західній Африці. |
| Казахстан                                                | каз. Қазақстан                                      | | Означає землі казахів. Від тюрк. Qazaq (каз. қазақтар, однина қазақ) — вільна людина, авантюрист, шукач пригод, бурлака (Пор. українське слово козак). Суфікс stān — перс. земля. |
| Кайманові Острови (заморська територія Великої Британії) | англ. Cayman Islands                                | | Христофор Колумб відкрив острови в 1503 році після того, як збився з курсу з Панами до Гаїті. Він назвав острови Лас Тортугас (ісп. черепаха) через велику кількість черепах на острові. Близько 1540 року острови отримали назву Кайманас, від карибського слова морські алігатори, або каймани, які водилися на островах. |
| Камбоджа                                                 | кхмер. Kâmpŭchea                                    | • Кхмерська Республіка 1970–1976 рр., • Демократична Кампучія 1976–1979 рр., • Народна Республіка Кампучія 1979–1989 рр. | • Назва Камбоджа походить від стародавнього кхмерського царства Kambuja (Kambujadesa; कम्बोजदेश: Земля Камбуджа). Давня назва на санскриті Kambuja або Kamboja (कम्बोज) посилається на раннє індоіранське плем'я Kambojas, назване на честь його засновника Kambu Svayambhuva. З такою назвою (Камбоджа) відомий також стародавній народ індо-іранської групи і держава в Північному Афганістані, Північному Пакистані, таджицькому Памірі і в долині Зеравшану, навколо гірського хребта Гіндукуш. За деякими припущеннями, назва Камбоджа походить від імені перського царя Камбіза. Наскільки пов'язана назва народу Камбоджа з назвою держави Камбоджа в Південно-Східній Азії, незрозуміло. Існує гіпотеза, що воїни касти кшатріїв Камбоджа проникли на схід на територію кхмерів і утворили свою династію. • Кампучія отримана таким же чином. |
| Камерун                                                  | • фр. Cameroun, • англ. Cameroon                    | | З порт. Rio de Camaroes (річка креветок), назва дана річці Вурі (Wouri) португальським мандрівником XV ст. Фернандо По. |
| Канада                                                   | англ. і фр. Canada                                  | | Детальніше: Етимологія назви Канада. З ірокезького слова Kanata (селище або поселення). Ця назва відносилася до індіанського селища Стадакона (Stadacona), поселення поруч із сучасним Квебеком. Уже в 1545 році в європейських книжках та картах увесь регіон було прийнято звати Canada. |
| Каталонія                                                | • кат. Catalunya, • окс. Catalonha, • ісп. Cataluña | | Назву Catalunya (Каталонія) почали використовувати в ХІІ ст. по відношенню до групи країн, які склали Іспанську марку. Термін має кілька тлумачень. Припускають, що Каталонія означає Країна замків від castlà (замок) або правитель замку (пор. каштелян). Синонімом цього слова можна вважати castellà (кастильський), однак ця версія зазнає критики. Інша теорія припускає, що Каталонія походить від назви Gothia (або Gauthia), Земля готів, оскільки Іспанська марка була спочатку відома як Gothia, звідки теоретично отримали назву: Gothland (Готланд)> Gothlandia> Gothalania> Catalonia (Каталонія). Ще одна теорія, менше прийнятна, вказує на іберійське плем'я Lacetani, яке жило в цьому районі і чиє ім'я під римським впливом, можливо перетворилося на Katelans, а потім Catalans.                                            |
| Катар                                                    | араб. قطر                                           | | Походить від Qatara, яке виводять з назви катарського міста Zubara, важливого в стародавні часи торгового порту і міста в регіоні. Слово Qatara вперше з'явилося на карті Птолемея. |
| Кенія                                                    | англ. і суах. Kenya                                 | | На честь гори Кенія. Мовою Kikuyu гора називається Kere-Nyaga (біла гора). |
| Кіпр                                                     | • грец. Κύπρος, • тур. Kıbrıs                       | Острів Афродіти (грец. νησί της Αφροδίτης)                                                                               | • Походить від грец. Κύπρος (Кіпрос) — мідь, на яку був багатий острів у давнину. Тим не менш, термін Кіпр, як вважають, означає земля кипарисів (грец. κυπαρίσσι). • Острів Афродіти — поетична назва. За давньогрецьким міфом, богіня Афродіта з'явилася на «омитому морем» Кіпрі. Тому, за Гесіодом, «Афродіта..., що родилася з піни, зветься... Кіпронароджена». |
| Кірибаті                                                 | англ. Kiribati                                      | кір. Tungaru | кір. Kiribati (Кірібас) — перекручене слово Ґілберт (від європейської назви Островів Ґілберта) — ім'я британського капітана Томаса Ґілберта, який першим відкрив острови в 1788 році. |
| Киргизстан                                               | кирг. Кыргызстан                                    | Киргизія | Походить від трьох слів — тюркських kyrg (Kirk) , що означає 40, yz (uz) , що означає племена, і перс. stān — земля, тобто Земля 40 племен. Інша версія виводить назву від слова kyrg, що означає сорок, kyz — дівчинка, і перс. stān — земля, тобто, країна сорока дівчат. |
| КНР                                                      | кит.: 中国 (Zhong Guo)                              | • англ. Cathay, • англ. China, • грец. Σηρες (Серес)                                                                     | Детальніше: Китай (етимологія) • Походить від назви племені кит.: 契丹, киданів (піньїнь: qìdān, цідань), які правили в північному Китаї. Термін Catai на позначення цього регіону Китаю ввів Марко Поло на противагу південному Китаю — Манджі ( (Manji), кит.: 蠻子 (південні варвари). • кит.: 中国(Zhong Guo) — центральний народ. • Термін європейськими мовами (англ., фр. і нім. China, італ. Cina, фін. Kiina) походить з перс. چین (Cin). Популяризував цю назву у Європі Марко Поло у 1555 році. Походить із санскр. चीन(Cīnāh), імовірно, від династії Цінь (221 до н.е. — 206 до н.е.), хоча термін використовувався до того часу. • Стародавні греки та римляни називали жителів Китаю грец. Σηρες (Серес). Цей термін походить від кит.: 丝 (піньїнь: sī) шовк. Власне, лат. sērĭcă означає шовк.                                   |
| Кокосові острови (територія Австралії)                   | англ. Territory of Cocos (Keeling) Islands          | англ. Cocos Islands англ. Keeling Islands)                                                                               | Від кокосу, основного місцевого продукту. Кілінґові острови названі на честь капітан Вільяма Кілінґа, який відкрив їх у 1609 році. |
| Колумбія                                                 | ісп. Colombia                                       | | На честь Христофора Колумба |
| Коморські Острови                                        | • араб. جزر القمر (Juzur al-Qomor), • фр. Comores   | | З араб. جزائر القمر (Джазаїр аль-Комор) — острови Місяця. |
| Республіка Конго                                         | фр. République du Congo                             | | Від назви колишнього королівства Конго, в свою чергу, названого від народу баконго. |
| ДР Конго                                                 | фр. République démocratique du Congo                | фр. Zaïre назва країни у 1971–1997 рр.                                                                                   | • Див. Конго. • Заїр (порт. Zaire) походить від слова nzere або nzadi, що мовою Конго означає річка, що ковтає всі річки. |
| Корея (Південна і Північна)                              | • кор. 조선, трансліт. 朝鮮, • кор. 한국; 韓國      | | У Північній Кореї прийнята назва Чосон (кор. 조선, трансліт. 朝鮮), а в Південній — Хангук (кор. 한국; 韓國). Висувалися пропозиції використовувати назву Корьо (кор. 고려; 高麗) для майбутньої об'єднаної Кореї. Корьо (кор. 고려; 高麗}) — це назва держави на Корейському півострові, що існувало в 918–1392 рр. н. е. Від нього походить європейська назва Кореї. На честь династії Goryeo, першої корейської династії, при якій країну відвідали люди із заходу. Місцева назва Hangeuk (стародавня — Чосон) означає країна ранкового спокою. |
| Косово                                                   | алб. Kosova, Kosovë                                 | | Назва Косово походить від іллірійських слів Kas і Ava, що означає рівнини і гори. Власне, країна розділена на дві основні рівнині, які оточені високими горами. Хоча імовірніше походження від серб. Косово Поле, назви центральної рівнини Косово, що буквально означає Поле Чорного дрозда. Тобто Косово від серб. кос (чорний дрізд) і серб. ово — суфікса присвійних прикметників. |
| Коста-Рика                                               | ісп. Costa Rica                                     | | З ісп. Costa Rica — Багатий берег. |
| Кот-д'Івуар                                              | фр. Côte d'Ivoire                                   | Республика Берег Слонової Кістки                                                                                         | З фр. Côte d'Ivoire означає Берег Слонової Кістки. Названа у зв'язку з торгівлею в даному регіоні слоновою кісткою. Аналогічним чином інші ділянки африканського берега були названі як «Зерновий берег», «Золотий берег» і «Рабський берег». |
| Автономна Республіка Крим (частина України)              | укр. Крим                                           | • крим. Qırım • рос. Крым • Таврида, • Таврія                                                                            | • Назва Крим походить від однойменного міста Кирим (тепер Старий Крим), який був адміністративним центром кримського юрту Золотої Орди. Кримськотатарська назва Qırım означає Моє взгір'я (Qir — пагорб, -Im — мій). Крим перекладають також як «укріплення» (пор. з однокорінним словом тюркського походження кремль). • Стародавні греки називали Крим Таврією за назвою місцевих племен таврів. Давньогрецький історик Геродот згадує, що Геракл орав тут землю, використовуючи величезного бика (Taurus), звідки і походить назва півострова. |
| Куба                                                     | ісп. Cuba                                           | | Cubanacan (центральне місце) мовою індіанців Taino. |
| Кувейт                                                   | араб. كويت                                          | | З арабської Kut, що означає фортеця. |
| Острови Кука (територія Нової Зеландії)                  | • маор. Kūki 'Āirani, • англ. Cook Islands          | англ. Hervey Islands (Острови Херві)                                                                                     | Архіпелаг був названий російським мореплавцем Іваном Крузенштерном у XIX ст. на честь англійського мандрівника Джеймса Кука. Сам Кук, що відкрив острови у 1773–1775 рр., назвав їх Острови Херві. |
| Кюрасао (автономія у складі Нідерландів)                 | • нід. Curaçao, • пап'ям. Pais Kòrsou               | До 2010 року територія входила до складу Нідерландських Антильських островів                                             | Походження назви Кюрасао невідоме. За однією версією, походить від порт. curação (вилікуватися). Імовірно, причиною цього є те, що моряки, які проводили кілька місяців у морі, часто хворіли цингою. Схоже, що після однієї такої подорожі, група португальських матросів, які висадилися на острів, вилікувались від хвороби, вживаючи фрукти багаті на вітамін С. Відтак острів став відомий як Ilha da Curação (Острів Зцілення). За іншою версією, походить від порт. coração (серце), оскільки на острові був центр торгівлі. Від іспанських торговців назву Кюрасао перейняли голландці. Інші дослідники виводять слово Curaçao від назви корінних народів кюрасао. У ранніх іспанських записах корінні народи острова згадувались як індіанці кюрасао (Curaçaos).                                                                        |

## Л
| Країна      | Назва офіційною мовою                                     | Інші назви        | Походження назви |
| ----------- | --------------------------------------------------------- | ----------------- | --- |
| Лаос        | лаос. ປະເທດລາວ                                            | кит.: 老挝(Lǎowō) | Країна отримала назву в часи французького панування від Lao lao (ລາວ) , що означає лаосець або лаоський, можливо від давнього індійського слова лава (लव). Лава ім'я одного з двох синів-близнюків бога Рами. Термін може походити також від Ай-Лао (лаос. ອ້າຽລາວ, кит.: 哀牢, піньїнь Āiláo, в'єт. ai lao), давньокитайська назва тайської етнічної групи, до яких належать лаосці. Раніше відома як Лан Ханґ (ລ້ານຊ້າງ) або землі мільйона слонів. А лаос. ເມືອງລາວ (Муанґ Лао) буквально означає країна лао. |
| Латвія      | латис. Latvija                                            |                   | Походить з регіональної назви Латгалії, спочатку Lettigalli. Корінь let- пов'язаний з декількома балтійськими гідронімами; можливо Латвія і Литва мають спільне походження (див. нижче Литва). Gale балтійського походження і означає земля або сухопутний кордон. |
| Лесото      | англ. Lesotho                                             |                   | Від назви корінного народу босото, що означає чорний або темношкірий. |
| Ліберія     | англ. Liberia                                             |                   | Від лат. liber — вільний, названа так тому, що країна була створена як батьківщина для звільнених афро-американських рабів. |
| Ліван       | араб. لبنان (Любнан)                                      |                   | Назва Ліван (араб. لبنان, Lubnān, місцевими діалектами Lebnan або Lebnèn) походить від семітського кореня lbn, що пов'язаний зі словами білий і молоко . Імовірно, це можна розглядати як вказівку на засніжені гори Лівану. Назва згадувалась у трьох з 12 таблиць з Епосом про Гільгамеша (2900 до н.е.), текстах бібліотеки Ебла (2400 до н.е.), і Біблії (71 раз у Старому Заповіті). |
| Лівія       | араб. ليبيا                                               |                   | За назвою давніх берберських племен, яких давні греки знали як лібиянс, а давні єгиптяни як Rbw. До отримання країною незалежності, термін Лівія, як правило, стосувався тільки пустелі між Триполітанією і плато Феццаном (на заході) і долиною річки Ніл в Єгипті (на сході). З Триполі, столицею нової країни, і Киренаїки, давньою назвою північно-східного регіону, Лівія стала зручною назвою країни, попри те, що значна частина Лівійської пустелі знаходиться на єгипетській території. |
| Ліхтенштейн | нім. Liechtenstein                                        |                   | Країна названа на честь австрійського сімейства Ліхтенштейн, що викупило і об'єднало у 1699–1719 роках території Шелленберг і Вадуц. Прізвище династії походить від родового замку Burg Liechtenstein (нім. heller Stein, яскравий камінь) у Нижній Австрії. |
| Литва       | лит. Lietuvá                                              |                   | Литовська мова дозволяє припустити, що назва походить від слова lieti, яке означає консолідувати або об'єднуватися. Імовірно, існував, союз литовських племен, який об'єднав етнічні литовські землі. Інше походження назви може бути пов'язане з гідронімом, можливо, від річки Lietava в центральній частині Литви. Цей гідронім пов'язаний з литовським lieti (корінь lie-): лити або розливати. (Пор. з давньослов'янським лити), грец. α-λει-σον (чашка), лат. litus (берега), тохарським lyjäm (озеро) . Робилися спроби зв'язати з лат. litus (див. Літораль). Литва (род. Litvae), перший латинський варіант топоніма, з'являється в одному літописі за 1009 рік. Вчений XVI ст. пов'язував слово з лат. litus (труби), можливо, дерев'яні труби, на яких грали в литовських племенах. Найпопулярнішим є твердження про те, що назва країни походить від слова Lietus (дощ), а Латвія означає дощове місце. |
| Люксембург  | • люксемб. Lëtzebuerg, • фр. Luxembourg, • нім. Luxemburg |                   | Від кельтського Lucilem маленький і нім. burg (замок), таким чином lucilemburg перекладається як маленький замок. Люксембург і Ліхтенштейн єдині німецькомовні герцогства колишньої Священної Римської імперії, не асимільовані Німеччиною, Австрією та Швейцарією. |

## М
| Країна                                            | Назва офіційною мовою                                                      | Інші назви                                                                                                   | Походження назви |
| ------------------------------------------------- | -------------------------------------------------------------------------- | --- | --- |
| Маврикій                                          | • креольською Moris, • фр. Maurice, • гінді मरेशस                           | | Відкритий у 1510 році острів отримав назву Сішна, за ім'ям одного з португальських кораблів. У 1598 році був зайнятий голландцями і названий на честь принца Моріца (лат. Мавріциуса) Оранського. |
| Мавританія                                        | • араб. موريتانيا, • фр. Mauritanie                                        | | З лат. земля на болоті. Іноді виводять від Мавретанії, що знаходилася на півночі Марокко, яка походить від берберського імені племені маврів (чорні люди). |
| Мадагаскар                                        | малаг. Madagasikara, фр. і англ. Madagascar                                | фр. République malgache (Малагасійська республіка)                                                           | Від малагасійської назви острова Madagasikara, яка походить від прамалайської мови край землі, що вказує на значну відстань острова від ранньої батьківщини переселенців з Південно-Східної Азії. |
| Майотта (територія Франції)                       | фр. Mayotte                                                                | | Перекручена французькою назва султанату Маоре або Мауті, що існував на островах у XVI ст. |
| Північна Македонія                                | мак. Македонија                                                            | • Колишня Югославська Республіка Македонія, • грец. Σκόπια (Скоп'є), • грец. Σλαβομακεδονία (Славомакедонія) | • З грец. Μακεδονία (Македонія), царство (згодом область), яка названа на честь стародавніх македонців. Термін Μακεδόνες (Македонес), походить від давньогрецького прикметника μακεδνός (македнос), що означає високий, який має той самий корінь, що й іменник μάκρος (довжина) у стародавній і новогрецька мові. Імовірно, означає або горці або високі люди. За Гесіодом, походить від назви Μακεδών, царя-засновника країни, сина Зевса і онука Девкаліона. Область сучасної Республіки Македонії в давнину була частиною царства Пайонії, яку завоювали македонці, а потім римляни, ставши таким чином римською провінцією Macedonia Salutaris або Macedonia Secunda. • Južna Srbija (Південна Сербія) — ім'я, яке було дано сербській частині Македонії в 1913 році після Першої Балканської війни, коли область Македонія була розділена між Грецією, Болгарією і Сербією. • Вардарска бановина, від назви річки Вардар, ім'я Македонії після 1929 року, коли Королівство Югославія була розділена на провінції (бановини). Гідронім Вардар, імовірно, походить від давньогерманського Vordol, так можливо назвали ту область готи, що поселилися тут у V ст. Інша версія виводить слово з фракійського Вардар від праіндоєвропейського слова *sword(o)-wori — чорна вода. • Колишня Югославська Республіка Македонія. Греція протестує проти назви Македонія, оскільки таке ж ім'я носить одна з грецьких областей. Натомість пропонує країні отримати назву Славомакедонія, Північна Македонія, Верхня Македонія або Нова Македонія. |
| Малайзія                                          | малай. مليسيا, Malaysia                                                    | Malaya | Слово Малайя складається з двох тамільських / санскритських слів, மலை / मलै malay або malai (пагорб) і ஊர் / उर् ур (місто), що означає місто на пагорбі. Назва увійшла в ужиток, коли, починаючи з III ст., об'єдналося кілька індійських королівств (на території сучасної Малайзії). Таким чином, Малайзія із суфіксом грец. -σία / лат. -sia буквально означає Земля малайського народу. |
| Малаві                                            | • англ. Malawi, • ньянджа 'Chalo cha Malawi, Dziko la Malaŵi               | Ньясаленд (1907–1953, 1963–1964)                                                                             | Мовою аборигенів означає палаюча вода, можливо, від сонячних відблисків на озері Малаві. |
| Малі                                              | фр. Mali                                                                   | | Від назви стародавнього королівства Західної Африки, на території якого знаходиться значна частина сучасної країни. Слово Малі означає бегемот мовою мандінка та бамана. • Французький Судан (фр. Soudan français) — колишня колоніальна назва. Термін Судану (див. нижче) походить з араб. البلاد السودان (Білад як-Судан): земля чорних. |
| Мальдіви                                          | • мальд. ދިވެހިރާއްޖެ (Dhivehi Raa'je), • араб. الدولة المحلديبية (Dhibat Mahal) | | • Від араб. مهل; mahal (палац) або Dhibat-al-Mahal / Dhibat Mahal, колишня арабська назва країни. Може означати Палац острова, тому що на головному острові Мале знаходився палац султана острова. Деякі вчені вважають, що назва Мальдіви походить від санскритського maladvipa (मालदीव), що означає гірлянда островів. Деякі джерела стверджують, що тамільське слово малай (மலை) або малайялам мала (മല) — гора/гори, і санскритське діва (दिव) — острів, тобто Гірські Острови. • Dhivehi Raajje (ދ ި ވ ެ ހ ި ރ ާ އ ް ޖ ެ): Царство Мальдівських Островів. Дівехі — іменник на позначення як народу Мальдівських Островів, так і їхньої мови. • Maladwipa (मालदीव) на санскриті гірлянда островів, або, радше, маленькі острови, від мала (मल), що означає маленький. |
| Мальта                                            | • мальт. Repubblika ta' Malta, • англ. Republic of Malta                   | | Назва неясного походження. Найпоширеніша версія — від грец. Μελίτη і лат. Melitta (мед), назви головного продукту експорту в ті часи.. За іншою версією, походить від фінікійського слова 𐤈𐤄𐤋𐤀𐤌 Maleth (притулок), оскільки острів має численні затоки і бухти. |
| Марокко                                           | араб. المغرب (аль-Магриб)                                                  | | Від міста Marakesh (оригінальна назва Al Maghreb al Aqsa), яка означає найдальший Захід. |
| Мартиніка (територія Франції)                     | фр. Martinique                                                             | | Христофор Колумб назвав острів на честь Святого Мартина. |
| Маршаллові Острови                                | Aolepān Aorōkin M̧ajeļ                                                      | | Названі на честь британського капітана Джона Маршалла, який був першим, хто задокументував існування островів у 1788 році. |
| Мексика                                           | ісп. México                                                                | Нова Іспанія (1535–1821)                                                                                     | Мексика була названа на честь її столиці, Мехіко, чиє справжнє ім'я було Мехіко-Теночтітлан. Слово Mēxihco, що складається з кореня Mexi і суфіксу -co, мовою науатль означає місце або місто. Повна назва міста Мексика-Теночтітлан означає місце Мексика серед кам'яних кактусів. Пор. зображення орла на кактусі, що виріс з каменю в центрі озера Тескоко, яке згодом стало мексиканським гербом. Власне, Мексика — самоназва одного з основних народів ацтекської імперії. Етимологія невідома. Деякі припускають, що назва з мови науатль означає сонце. Інші говорять, що походить від імені вождя Мексітлі. Інші виводять від бур'яну, який росте на озері Тескоко. Леон Портілла припустив, що це означає пуп місяця з мови науатль мецтлі (місяць) і xictli (пуп). Офіційна назва була вперше використана в Конституції 1824 року і була збережена в конституціях 1857 і 1917 років. Неформально, Мексика використовується поряд з Мексиканською Республікою (ісп. República Mexicana). |
| Острів Мен (територія Великої Британії)           | •англ. Isle of Man, •менс. Ellan Vannin                                    | | Назва острова англ. і менс. Mannin проходить від імені Мананнана Мак Ліра, бриттського і гойдельського морського бога, подібного до Посейдона. |
| Федеративні Штати Мікронезії                      | англ. Micronesia                                                           | | З грец. маленькі острови. |
| Мозамбік                                          |                                                                            | | За назвою острова Мозамбік, який, у свою чергу, ймовірно, походить від імені колишнього арабського правителя шейха Мусса Бен Мбікі. |
| Молдова                                           | рум. Moldova                                                               | Молдавія | Від річки Молдова у Румунії, що означає відкрита яма — спосіб видобутку корисних копалин за допомогою води. З нім. Molde — термін для такої копальні. |
| Монако                                            | фр. Monaco                                                                 | | Від грец. μόνοικος (одне житло) через лат. Monoecus. У VI ст. фокідські греки заснували колонію і звели храм на честь напівбога Геракла, що замінив собою якогось місцевого одноокого бога плодючості і чоловічої сили (Mono okos), у наслідок чого виник культ Геракла Відлюдника (Hercules Monoikos). Пор. зі словами італ. monaci та укр. монах, а також див. герб Монако. |
| Монголія                                          | монг. Монгол Улс                                                           | | З монг. монгол, що, імовірно, означає відважний або безстрашний. |
| Монтсеррат (заморська територія Великої Британії) | англ. Montserrat                                                           | | Христофор Колумб у 1493 році назвав острів Санта-Марія-де-Монсеррат на честь монастиря Пресвятої Богородиці Монсеррат в Іспанії. Монтсеррат саме по собі буквально означає зубчасті гори. |
| М'янма                                            | ဴပည္ေထာင္စုဴမန္မာနုိင္ငံေတာ္                                                               | Бірма | Одне з можливих пояснень є те, що назва походить від імені бірманської короткої форми Myanma Naingngandaw (ပြည်ထောင်စုမြန်မာနိုင်ငံတော်). Інше припущення, myan означає швидко / швидкий і mar — жорстоко сильний. Перейменування країни в 1989 році викликало політичні суперечки: деякі групи меншин і громадські діячі сприймають М'янма, як суто бірманську назву, що відображає політику домінування етнічної більшості бірманців над меншинами. Ці групи не визнають ані легітимності правлячого військового уряду, ані заміни англійської назви країни. Тому меншини продовжують використовувати англійську назву Бірма замість М'янми. • Бірма (колишня назва) — назва мабуть походить з санскриту Brahmadesh (ब्रह्मादेश), земля (бога) Брахми. |

## Н
| Країна                               | Назва офіційною мовою             | Інші назви | Походження назви |
| ------------------------------------ | --------------------------------- | --- | --- |
| Намібія                              | англ. Namibia                     | Південно-Західна Африка | Від прибережної пустелі Наміб. Наміб з мови нама означає область, де нема нічого. |
| Науру                                | • наур. Naoero‎, • англ. Nauru     | • англ. Pleasant Island до 1888 року • нім. Nawodo або Onawero | • Походження слова Науру точно невідомо. Місцеві мешканці завжди називали острів Naoero. На думку німецького професора Пауля Гамбруха, що відвідав острів у 1909–1910 роках, Naoero є скороченням фрази a-nuau-aa-ororo (у сучасному написанні A nuaw ea arourõ), що перекладається з наур. як я йду до морського берега. Проте ельзаський католицький місіонер Алоїс Кайзер, що прожив на острові Науру понад 30 років і посилено вивчав науруанську мову, не визнавав це тлумачення, оскільки місцевою мовою після слова морський берег, що вживається з дієсловом руху, має слідувати вказівне слово rodu (вниз). Самі науруанці під словом морський берег розуміють низинне місце острова. Воно використовується як по відношенню до суші, так і до моря. Оскільки Гамбрух не враховує слова rodu в поясненні етимології слова Naoero, слід говорити про необґрунтованість його припущень. • Інші назви: англійські колоністи до 1888 року називали Науру Приємним островом (англ. Pleasant Island). Німецькі поселенці називали острів Nawodo або Onawero. Пізніше написання слова Nauru було змінено на Naoero, щоб європейці правильно виголошували назву країни. |
| Непал                                | неп. नेपाल                          | | Походить від непа, такий термін згадується в історичних картах Південної Азії. Непа буквально означає ті, хто приручає велику рогату худобу в тибетсько-бірманській мові. Ця земля була відома під назвою народу непа або непар, невар, нева, ньюал тощо, які досі мешкають зокрема у долині Катманду та його околицях. Деякі стверджують, що термін походить від санскритського nipalaya, що означає біля підніжжя гір або над підніжжям, посилаючись на близькість країни до Гімалаїв. Інші вважають, що назва походить від тибетського niyampal, що означає свята земля. |
| Нігер                                | • хауса Nijar, • фр. Niger        | | На честь річки Нігер, яка походить від місцевої назви Ni Gir (річка Ґір) або перекладається мовою туарегів n'eghirren (вода, що тече). Назву часто помилково пов'язують з лат. niger (чорний)‎, посилаючись на темну шкіру жителів регіону. Див. також Нігерія. |
| Нігерія                              | • хауса Nijeriya, • англ. Nigeria | | Від назви річки Нігер, річка в Західній Африці, третя за довжиною і площі басейну в Африці. Див. також Нігер. |
| Нікарагуа                            | ісп. Nicaragua                    | | Від назви однойменного озера, на берегах якого проживало плем'я нікарао. Так само звали вождя цього племені, віроломно убитого іспанськими конкістадорами. Назву дав іспанський дослідник Хіль Гонсалес Давіла від Nicarao і ісп. agua (вода). |
| Нідерланди                           | нід. Nederland                    | Голландія | • нід. Nederland, фін. Alankomaat, ірл. Na hÍsiltíre — з нім. низька країна. Назва відома з XV сторіччя для позначення земель у гирлі річок Шельда, Маас та Рейн. З 1490 року нідерландцями стали називати мешканців Габсбурзьких Нідерландів. • Голландія — частина Нідерландів, термін часто неправильно використовується стосовно країни в цілому. З нім. Holt і land — лісиста земля (часто помилково перекладають як болото). • Батавія походить від нім. Batavia і нід. Betuwe — рілля (на противагу регіональній назві Veluwe — необроблена земля), або з лат. Batavia, назви германського племені батави. Батавська республіка — назва країни у 1795–1806 роках. |
| Ніуе (територія Нової Зеландії)      | • англ. Niue; • ніуе Niuē-fekai)  | (англ. Savage (Савідж) | • Повна сучасна назва острова — Ніуе-фекаї (ніуе Niuē-fekai), яке використовується тільки в офіційних випадках і піснях. Слово niue утворилося від іменника niu (кокос) і перекладається як ось кокос. Згідно з легендою, полінезійські мандрівники, які вперше оселилися на острові, дізналися, що вони наближаються до землі, оскільки довкола плавали кокоси. Fekai перекладається як канібал, хоча канібалізму на острові не існувало. • Однак найдавніша назва Ніуе — Нуку-ту-Таха (ніуе Nuku-tu-taha), яку дав, згідно з місцевими легендами, першовідкривач острова Хуанакі (ніуе Huanaki) і яку можна перекласти з мови ніуе острів, що самотньо стоїть. Інші історичні назви — Моту-те-фуа (ніуе Motu-te-fua (Острів без фруктів)), Факахоа-моту (ніуе Fakahoa-motu), Нуку-тулуеа (ніуе Nuku-tuluea). Усі ці назви вийшли з ужитку і їх можна зустріти лише в ніуеанських легендах і піснях. • Інша історична назва Ніуе, англ. Savage Island ‎ Савідж, пов'язана з ім'ям відомого англійського мореплавця Джеймса Кука, що став першим європейським першовідкривачем острова. З англійської мови ця назва перекладається як Острів дикунів. Пов'язано це з тим, що англійського мандрівника вороже зустріли місцеві тубільці. |
| Німеччина                            | нім. Deutschland                  | • пол. Niemcy, угор. Németország, • лат. Germania, • фр. Allemagne, • дан., норв. і швед. Tyskland; ісл. Þýskaland, • таїт. Purutia, • ест. , фін. Saksa, • латис. Vācija, лит. Vokietija | • Слов'янський корінь (укр. Німеччина, пол. Niemcy, чеськ. Německo, словац. Nemecko, словен. Nemčija, угор. Németország, рос. немцы назва народу, але рос. Германия на позначення країни) означає німий, тупий, тобто в переносному сенсі, ті, хто не говорить нашою мовою або від германського племені немети. • лат. назва Germania уживається з ІІІ ст. до н. е., невідомого походження. За деякими припущеннями, перекладається як Земля списників, від нім. gar (спис)‎ та лат. і нім. man (людина). • Оксфордський словник англійської мови подає теорії про кельтські корені gair (сусід), або gairm (бойовий клич). Ерік Партрідж запропонував *gar (кричати), а походження від gar (спис) визначив як застарілу. Італійська, румунська та інші мови використовують латинську назву Germania. Того ж кореня ірл. Ghearmáin. • фр. Allemagne, ісп. Alemania, порт. Alemanha, араб. ألمانيا, перс. Almân, тур. Almanya: від назви, південного германського племені Alamanni, що, ймовірно, означає всі чоловіки, тобто мова йде про союз племен. • нім. Deutschland, нід. Duitsland: від давньоверхньонімецького слова diutisc (народ) і land (земля): Земля людей. З того самого кореня походить дан., норв. і швед. Tyskland; ісл. Þýskaland та італ. прикметник tedesco. • таїт. Purutia означає Пруссія. • ест. , фін. Saksa від назви германського племені саксів, у свою чергу, імовірно, походять від давньоверхньонімецького слова sahs (ніж). |
| Нова Каледонія (територія Франції)   | фр. Nouvelle-Calédonie            | | Капітан Джеймс Кук назвав острови в 1774 році на честь Шотландії (лат. Каледонія). За його словами, гори, які він побачив, нагадали йому Шотландію. Див. значення Шотландія (Каледонія) |
| Нова Зеландія                        | англ. New Zealand                 | Aotearoa, ірл. і шотл. гел. Nua Shealtainn | • Від назви провінції Зеландія у Нідерландах, що означає Морська Земля. Абель Тасман описував Нову Зеландію як Staten Landt, але пізніше голландські картографи використовували лат. Nova Zeelandia, а згодом нід. Nieuw Zeeland, яку капітан Джеймс Кук пізніше англізував як New Zealand (Нова Зеландія). • Аотеароа — найбільш загальноприйнята назва країни мовою корінного народу маорі, які відмовилися від запозиченої фрази Niu Tireni. Аотеароа зазвичай означає земля довгої білої хмари. • ірл. і шотл. гел. Nua Shealtainn означає Нова Шетландія (Sealtainn), яка, у свою чергу, походить від Шетландських островів. Однак, здається, що носії гельської мови використали під час перекладу з англійської мови народну етимологію назви Нової Зеландії. |
| Острів Норфолк (територія Австралії) | англ. Norfolk Island              | | Капітан Джеймс Кук назвав острови в 1774 році на честь жінки 9-го герцога Норфолк Едварда Говарда. |
| Норвегія                             | • норв. Norge, • нюн. Noreg       | | Від старого норвезького northr і veg (північний шлях). Норвезька назва Norge — від коренів northr і rike (північне королівство). • Місцева назва нюн. Noreg. • Урмани; мурмани — від давньоруської вимови норвезького слова Northmen. (Це слово збереглося в назві російського міста Мурманська.) • ірл. An Iorua, здається, було виведено з неправильного перекладу давньоскандинавського Norðrvegr, у якому неправильно побачили ірландський артикль an і назву країни. |

## О
| Країна                        | Назва офіційною мовою               | Інші назви                             | Походження назви |
| ----------------------------- | ----------------------------------- | -------------------------------------- | --- |
| ОАЕ                           | араб. دولة الإمارات العربية المتحدة | англ. Trucial States (Договірний Оман) | • Термін араб пов'язаний з географічною назвою Аравія. У семітських мовах корінь слова має безліч значень, у тому числі захід, пустеля, змішатися, купець, крук і зрозумілий, всі з яких, як видається, мають відношення до появи цієї назви. Емірат (від араб. امير, ’amīr‎ — повелитель, вождь) відноситься до території під управлінням еміра. • Договірний Оман (назва у 1820–1971 роках). Після досягнення у XIX ст. перемир'я між англійцями й арабськими шейхами країна отримала назву Договірні держави або Договірний Оман.                                                                                       |
| Окситанія (територія Франції) | окс. Occitània                      |                                        | Територія, де історично вживається окситанська мова. З середньовічної лат. Occitania. Згадується приблизно з 1290 року. Перша частина назви, Occ -, походить з lenga d'òc, тобто мова ок, де ок (окс. òc) означає так. Першим термін lingua d'oc записав італійський поет середньовіччя Данте. |
| Оман                          | араб. عُمان                          |                                        | Назва Оман уже використовувалася давньогрецькими та арабськими географами. Існують різні пояснення походження арабської назви Тарікх фі Уман. Наприклад, виводять від прикметника аамен або амоун, що означає осілий (на відміну від кочових) чоловік. Інші вчені вважають, що місто було назване на честь якого-небудь історичного, легендарного або біблійного героя, в тому числі Омана бен Ібрахіма аль-Халіла, Омана бен Сіба Бен Йатгана бен Ібрагіма, Омана бен Катана та Омана бен Лута (арабізоване ім'я біблійного Лота). Треті пропонували виводити назву від долини в Ємені, з якої прийшли засновники міста. |

## П
| Країна                                                                        | Назва офіційною мовою                                                           | Інші назви                                                   | Походження назви |
| ----------------------------------------------------------------------------- | ------------------------------------------------------------------------------- | ------------------------------------------------------------ | --- |
| Пакистан                                                                      | • урду پاکستان • англ. Pakistan                                                 |                                                              | Вигадано Чодгарі Рахматом Алі та вперше опубліковано 28 січня 1933 року у брошурі «Зараз або ніколи» («Now or Never»), що у подальшому отримала назву «Пакистанська декларація». Уособлює прагнення «тридцяти мільйонів мусульман Пак[и]стану, що живуть у п'яти північних районах Індії — Пенджаб, …(Aфганська провінція), Kашмір, Сінд, та Белуджистан...[щодо] визнання їх окремого національного статусу з відокремленням від решти Індії...». |
| Палау                                                                         | палаус. Belau                                                                   | англ. Pelew                                                  | • Походження назви, яку використовують місцеві мешканці, невідоме. • Альтернативна назва: англ. Pelew. Англійський капітан Генрі Вілсон, який зазнав корабельну аварію на рифі Улонг острова Палау в 1783 році, записав назву Палау як Pelew. |
| Палестина                                                                     | • араб. فلسطين, • арам. ܦܠܫܬ, • івр. ארץ-ישראל                                  | давньоісл. Jórsalaheimr, Jórsalaland, Jórsalaríki            | • Від римської назви країни, буквально земля філістимлян, тобто завойовників. Назва філістимляни від протосемітського кореня PLS — завойовувати. • Jórsalaheimr, Jórsalaland, Jórsalaríki — від давньоісландського назви Jórsala (Єрусалим) |
| Пальміра (атол) (територія США)                                               | англ. Palmyra Atoll                                                             |                                                              | Названий на честь корабля «Пальміра». Він належав американському капітану Солу (Sawle), який знайшов притулок на атолі 7 листопада 1802 року |
| Панама                                                                        | ісп. Panamá                                                                     |                                                              | Названа на честь колишнього села біля сучасної столиці Панама. Мовою індіанців куева — місце, де вдосталь риби, можливо, з карибської — надлишок метеликів чи, можливо, від назви однойменного панамського дерева. |
| Папуа Нова Гвінея                                                             | • англ. Papua New Guinea, • ток-пісін Papua Niugini, • гірі-моту Papua Niu Gini |                                                              | Країна отримала свою назву в XIX ст. Папуа походить від малай. papuah — кучеряве волосся, яке мали меланезійці на відміну від прямого волосся у малайзійців. Назву Нова Гвінея дав іспанський дослідник Іньїго Ортіс де Ретес (ісп. Íñigo Ortiz de Retes), який відзначив подібність місцевих мешканців і жителів Гвінеї в Африці. |
| Парагвай                                                                      | • ісп. Paraguay, • гуар. Paraguái                                               |                                                              | Точне значення слова Парагвай невідоме, хоча, імовірно, походить від назви однойменної річки. Одне з найпоширеніших пояснень є те, що воно означає вода Паяґуа (рідного племені). Інше значення пов'язує зі словом мовою тупі-гуарані para (річка) і guai (корона), що означає коронована річка. Третє значення виводиться зі слів para (річка), gua (з), i (вода) — річка, яка виходить з води, що вказує на болото на півночі країни. |
| Перу                                                                          | • ісп. Perú, • кеч. Piruw, • айм. Piruw                                         |                                                              | Точне значення слова Перу неясне. Найпопулярніша теорія виводить від місцевого слова Biru, що означає річка (пор. з річкою Біру в сучасному Еквадорі). Інші стверджують, що воно походить від імені індіанського вождя Беру. Іспанські колонізатори попросили його назвати країну, але, не розуміючи їхньої мови, він подумав, що вони хотіли дізнатися його імені, яке він їм і назвав. Інше можливе походження — pelu, імовірно, давня назва регіону. |
| Південна Джорджія та Південні Сандвічеві Острови (територія Великої Британії) | англ. South Georgia and the South Sandwich Islands                              |                                                              | 17 січня 1775 року британський капітан Джеймс Кук висадився на головний острів і назвав його Островом Джорджа, на честь короля Георга III (англ. George). А Південні Сандвічеві острови він назвав на честь Джона Монтеґю, четвертого графа Сендвіч, який на той момент обіймав посаду першого лорда Адміралтейства і який допомагав спорядити експедицію Кука. Слово Південні було додано для розрізнення цих островів із Сандвічевими островами, відомими зараз як Гаваї. |
| Південний Судан                                                               | • араб. جنوب السودان, Janūb as-Sūdān, • англ. Southern Sudan                    | • Азанія, • Нільська Республіка, • Республіка Куш, • Джувама | • У січні 2011 року члени Керівного комітету повідомили журналістам, що нова країна після здобуття незалежності буде називатися Республікою Південного Судану. Див. значення Судан. • Розглядаються інші назви, як от Азанія, Нільська Республіка, Республіка Куш і навіть Джувама: — походження слова Азанія залишається невідомим, але назва стосується різних частин Східної Субсахарської Африки. Останнім часом з'явилися дві версії походження слова. Згідно з першим варіантом, назва виводиться від арабського аджам (іноземець, не араб). Інші дослідники пов'язують із грецьким дієсловом azainein (висохнути, сохнути), яке підходить до визначення Азанії, посушливих земель на південь від Сахари. Див. також Південна Африка (Азанія). — Нільська Республіка від назви річки Ніл, що походить від грец. Νεῖλος (Неілос), з невідомим більш раннім значенням. Стародавньою єгипетською мовою Ніл називався Ḥ'pī або iteru, що означає Велика річка. — Республіка Куш — від назви стародавнього царства, яке існувало з IX-VIII ст. до н. е. до IV ст., щоправда, на території Північного Судану. — ім'я Джувама (Juwama) отримана за назвою трьох великих південносуданських міст Джуба, Вау і Малакаль. |
| Північні Маріанські Острови (співдружність у політичному союзі США)           | англ. Northern Mariana Islands                                                  |                                                              | Португальський дослідник Фердинанд Магеллан (перший з європейців дослідив острів у 1521 році), назвав їх Islas de los Ladrones (Острова злодіїв). У 1668 році місіонер-єзуїт Сан Віторес змінив назву на Маріанські на честь Маріанни Австрійської (1634–1696), вдови короля Філіпа IV і регентші Іспанії (1665–1675). |
| Піткерн (територія Великої Британії)                                          | • англ. ˈPitcairn Islands • піткерн. Pitkern Ailen                              |                                                              | Капітан корабля «HMS Swallow» Філіп Картерет назвав головний острів Острів Піткерн на честь сина майора військово-морських сил Піткерна, який перший побачив віддалені острови у липні 1767 року. |
| Французька Полінезія (територія Франції)                                      | • фр. Polynésie française, • таїт. Pōrīnetia farāni                             |                                                              | Географічний термін Полінезія, що означає багато островів, утворений від грец. πολύ (polý) багато, багато і грец. νῆσος (nēsos)), острів. Значення Франція див. нижче. |
| ПАР                                                                           | • афр. Suid-Afrika (Південна Африка), • англ. South Africa                      | • Azania • ірл. Aifric Theas (Південна Африка)               | • Бере свою назву від свого географічного положення на африканському континенті. • Азанія (Azania) — назва, яку використовують деякі представники білої меншини країни замість Південної Африки. Див. також значення Південний Судан (Азанія). • Мзансі (Mzansi) — популярне, широко відоме прізвисько серед місцевого населення, часто використовується у просторіччі. uMzantsi in isiXhosa означає південь. |
| Польща                                                                        | пол. Polska                                                                     | • угор. Lengyelország, • лит. Lenkija, • перс. Lahestân      | • Земля полян, територія племені полян (Polanie). Коли поляни сформували єдину Польщу в Х ст., це ім'я також використовувалось для позначення всієї польської держави. Назва Польща (Polska) відбивала обидва значення. У ХІІІ-XIV ст. територія полян стала відома як Велика Польща (Wielkopolska). Назва племені походить, ймовірно, з пол. pole (поле) • Назви угор. Lengyelország, лит. Lenkija, перс. Lahestân походять від давньоруського або давньопольського етноніма лендзянин (lęděnin) (можливо, людина, що оре цілину) і його похідного лях (lęch). |
| Португалія                                                                    | • порт. Portugal, • міранд. Pertual                                             |                                                              | • Від середньовічної романської мови Portucale, від лат. portus (порт), і Кале, римського Портус Кале або Порт Кале (суч. Порту і Ґайя). Походження назви Кале досі обговорюється. Вона може бути пов'язана з Gallaeci, кельтами, які жили на північ від річки Дору у до-римські часи. Також може походити з давньогрецького слова калліс (καλλἰς), що означає красивий. • Лузитанія (Lusitania) — давня і літературна назва. Походить від лузітанців, імовірно, племені лусус (Lusus) кельтського походження. |
| Пуерто-Рико (територія США)                                                   | ісп. Puerto Rico                                                                |                                                              | Христофор Колумб назвав острів Сан-Хуан-Баутіста на честь святого Івана Хрестителя в 1493 році. Іспанська влада заснувала столицю з назвою Пуерто-Рико (що означає багатий порт). З невідомих причин країна і столиця обмінялися назвами після 1520-х років. |

## Р
| Країна                              | Назва офіційною мовою  | Інші назви                                                               | Походження назви |
| ----------------------------------- | ---------------------- | ------------------------------------------------------------------------ | --- |
| Острів Різдва (територія Австралії) | англ. Christmas Island |                                                                          | Острів так назвав капітан Вільям Майнорс, який відкрив його на Різдво в 1643 році. |
| Росія                               | рос. Россия            | • рос. Великороссия, • латис. Krievija, • фін. Venäjä, • укр. Московщина | • Назва рос. Россия, яку стали широко використовувати у XVII ст., походить від грец. Ρωσία, що, у свою чергу, виводять від грец. Ρως (Русь). Див. також значення Україна (Русь) і Швеція (Ruotsi). • латис. Krievija від назви стародавнього племені кривичів, пов'язаних із сучасною Білоруссю. • ест. Vene, Venemaa і фін. Venäjä від назви стародавнього племені венедів (Veneti). • До 1878 року в Японії назву Росії позначали ієрогліфами 魯国, які вимовлялись як Роккоку й інтерпретувались як дурна країна, країна дурнів. • У 1922–1991 роках за кордоном Росією називали весь Союз Радянських Соціалістичних Республік і його частини, ігноруючи назви інших республік. |
| Румунія                             | рум. România           | • Дакія, • Валахія                                                       | • Країна римлян. Римська імперія завоювала велику частину сучасної Румунії, і жителі були латинізовані (романізовані). Старі варіанти назви включають Rumania та (під впливом французького правопису) Roumania. • Дакія (Dacia) — давнє ім'я та латинській варіант походять від назви давніх даків. • Валахія, слов'янська назва країни, від walh, готського слова на позначення кельтів, а згодом всіх латинізованих племен. Ця германська форма походить від назви кельтського племені Volcae. Порівняйте з етимологією назви Уельс (Wales) і Валлонія (Wallonia). |
| Руанда                              | руанд. Rwanda          | фр. Pays des Mille Collines                                              | • Від імені народу ваніаруанда (Vanyaruanda), слова невідомого походження. • Інша назва фр. Pays des Mille Collines перекладається як Земля тисячі пагорбів |

## С
| Країна                                                                           | Назва офіційною мовою                                                          | Інші назви | Походження назви |
| -------------------------------------------------------------------------------- | ------------------------------------------------------------------------------ | --- | --- |
| Сальвадор                                                                        | ісп. El Salvador                                                               | | З ісп. El Salvador — спаситель. Країна названа на честь Ісуса Христа. |
| Самоа                                                                            | англ. і самоан. Samoa                                                          | | Острови нібито отримали своє ім'я від місцевого вождя або від місцевого слова, що означає місце моа. Моа, нині вимерлий великий птах, міг служити тотемом островів. |
| Східне Самоа (територія США)                                                     | самоан. Amerika Sāmoa або Sāmoa Amelika                                        | | Див. пояснення назви Самоа. |
| Сан-Марино                                                                       | італ. San Marino                                                               | | Назва походить від святого Марина, легендарного, християнського каменяра, який втік на острів Раб (у сучасній Хорватії), щоб уникнути антихристиянських переслідувань з боку римлян. У 301–305 роках він разом зі своїми послідовниками знайшов притулок на горі Титано в районі, який отримав італійську назву Сан-Марино. |
| Сан-Томе і Принсіпі                                                              | порт. São Tomé e Príncipe                                                      | | Португальські мандрівники назвали острів так, оскільки відкрили його у день Апостола Хоми 21 грудня 1470 або 1471 році. Принсіпі спочатку називався Santo Antão, імовірно, на честь святого Антонія, в день якого 17 січня 1471 або 1472 року відкрили острів. Пізніше у 1502 році його перейменували в Ilha do Principe (Острів принца), з посиланням на принца Португалії, якому сплачували мито на цукрові культури острова. |
| Західна Сахара (спірна територія на північному заході Африки)                    | • араб. الصحراء الغربية, • бербер. Taneẓṛuft Tutrimt, • ісп. Sáhara Occidental | • араб. الجمهورية العربية الصحراوية الديمقراطية, ісп. República Árabe Saharaui Democrática, • ісп. Sahara Occidental (Іспанська Сахара), • Ваді-Захаб (Ріо-де-Оро) і Сегієт-ель-Хамра | • Від географічного положення в західній частині пустелі Сахара. Сахара — транслітерація арабського слова (الصحراء الكبرى, aṣ-ṣaḥrā) — пустеля. • Сахарська Арабська Демократична республіка — частково визнана держава. 1976 року Фронт Полісаріо, що веде партизанську війну проти марокканських військ, проголосив створення держави. Республіка була назва на честь народу Sahrawis (або Saharawis), який мешкає у Західній Сахарі. • Іспанська Сахара (ісп. Sahara Occidental) — назва країни у 1884–1976 роках. Походить від географічного положення в пустелі Сахара і колишньої колоніальної держави (Іспанія). • Ваді-Захаб (Ріо-де-Оро) і Сегієт-ель-Хамра — історична назва, яка означає Золота річка і Червоний струмок |
| Саудівська Аравія                                                                | араб. المملكة العربية السعودية (Аль-Мамляка аль-Арабія ас-Саудія)              | | Саудівська від Дому Сауда, королівської сім'ї, яка заснувала царство і править досі. Династія бере свою назву від свого предка, Сауда, чиє ім'я перекладається з араб. ‎ як група зірок / планет. Термін араб пов'язаний з географічною назвою Аравія. У семітських мовах корінь слова має безліч значень, у тому числі захід, пустеля, «змішатися», купець, крук і зрозумілий, всі з яких, як видається, мають відношення до появи цієї назви. Примітно, що в Давньому Єгипті ця область була вже відомою як Ар Рабі. |
| Есватіні                                                                         | • англ. Swaziland, • сваті Umbuso weSwatini                                    | | Названий на честь народу свазі, домінуючої етнічної групи в країні. Слово свазі походить від імені колишнього короля Свазіленду Мсваті II. |
| Острови Святої Єлени, Вознесіння і Тристан-да-Кунья (територія Великої Британії) | англ. Saint Helena                                                             | | Названий на честь святої Олени Константинопольської, матері римського імператора Константина Великого, португальським мореплавцем Жуаном да Нова, який відкрив острів на день Святої Олени, 21 травня 1502 року |
| Сейшельські Острови                                                              | • креол. Sesel, • англ. Seychelles                                             | | Названий на честь Жана Моро де Сейшеля, міністра фінансів французького короля Людовика XV у 1754–1756 роках. |
| Сенегал                                                                          | фр. le Sénégal                                                                 | | Від річки Сенегал. У свою чергу ця назва походить від португальського варіанта імені берберського племені Зенаґа (Zenaga, араб. Senhaja), яке домінувало в більшій частині області на північ від сучасного Сенегалу, тобто сучасній Мавританії. |
| Сен-П'єр і Мікелон (територія Франції)                                           | фр. Saint-Pierre-et-Miquelon                                                   | | • 1520 року португальський мореплавець Жозе Алварес Фагендес назвав острови Архіпелагом одинадцяти тисяч дів. У 1536 році Жак Картьє дав головному острову назву Острів Святого Петра (старою французькою — Isle Sainct Pierre). • У XVI ст. регіон часто відвідували баскські рибалки. Вони нарекли острів Мікелон, що баскською мовою означає Михаїл, імовірно, на честь Архангела Михаїла. У 1579 році вперше були опубліковані назви Micquetõ і Micquelle, що з плином часу еволюціонували в Міклон (Miclon та Micklon) і, нарешті, Мікелон. |
| Сент-Вінсент і Гренадини                                                         | англ. Saint Vincent and the Grenadines                                         | | • Названий Христофором Колумбом на честь іспанського Святого Вікентія Сарагоського 22 січня 1498 року, в день свята Вікентія Сарагоського. • Гренадини запозичив свою назву від південного іспанського міста Гранада. |
| Сент-Кіттс і Невіс                                                               | англ. Saint Kitts and Nevis                                                    | | • Сент-Кіттс отримав свою назву на честь святого Христофора, покровителя мандрівників. Імовірно, острів був названий Сент-Крістофером Христофором Колумбом, хоча це не доведено. Британські моряки пізніше скоротили назву до Сент-Кіттс. • Невіс походить від іспанської фрази Nuestra Señora de las Nieves, що означає Богоматір Сніжна від білих хмар, які постійно огортали гори на острові. |
| Сент-Люсія                                                                       | • фр. Sainte-Lucie • англ. Saint Lucia                                         | | За переказами, названа на честь святої Луції Сиракузької французькими моряками, що зазнали корабельну аварію на острові у день святої Луції 13 грудня 1502 року. |
| Сінт-Мартен (автономія у складі Нідерландів)                                     | нід. Sint Maarten                                                              | До 2010 року територія входила до складу Нідерландських Антильських островів | 1493 року Христофор Колумб під час своєї другої подорожі до Вест-Індії назвав острів Isla de San Martín на честь святого Мартина Турського, у день якого, 11 листопада, він був відкритий. |
| Сербія                                                                           | серб. Србија, Srbija                                                           | • Югославія, у якій Сербія відігравала важливу роль. • тур. Sırbistan | Точне походження назви неясне. Імовірно має індоєвропейський корінь *ser- стежити, захищати; пор. лат. servare — зберігати, охороняти, захищати; д.-англ. searu — зброя, броня і лит. sárgas — сторож. Ім'я лужицьких сербів у сучасній Німеччині має те ж походження. |
| Сінгапур                                                                         | малай. Singapura                                                               | малай. Temasek | • Малайське слово Singapura походить від санскрит. सिंगापोर (Simhapura або Singhapura), що означає Місто Лева. Сінгапур англізована форма малайської назви, яка використовується дотепер разом з варіантами китайською і тамільською мовами. • Раніше острів був відомий як Temasek (Морське місто) від малайського або яванського кореня tasik (озеро). |
| Сирія                                                                            | араб. سورية (sūriyya) або سوريا (sūryā)                                        | | Від давньогрецької назви країни Συρία (Сірія). Імовірно, пов'язано з ім'ям стародавньої держави Ассирія, хоча центр давньої Ассирії фактично лежав у сучасному Іраку. У догрецький період територія сучасної Сирії називалась Арам. Це ім'я дало назву арамейській мові, колишній лінгва франка на Близькому Сході, якою сьогодні говорять лише в кількох селах. |
| Словаччина                                                                       | словац. Slovensko                                                              | | За назвою слов'янських племен. Термін слов'яни загальноприйнятої етимології не має. Існує кілька версій походження. Серед основних виводять назву: — від топоніму, імовірно, назви річки (пор. епітет Дніпра Славутич; назви річок Слуя, польські назви річок Sɫawa, Sɫawica, сербське Славница, гідроніми яких походять від індоєвропейського кореня зі значенням обмивати, очищати); — від слово (люди, що говорять по-нашому, на відміну від іншомовних племен німців, німих; — від індоєвропейського кореня *kleu-, основне значення якого чути, у значенні виражень слава і популярність, тобто відомі люди; від кореня slaṷos народ. Цей етнонім як племінний закріпився в ході етногенезу не тільки словаків (словац. slováci), а також словенців (словен. Slovenci), словінців (slovinci) та ільменських словєн — жителів Новгородської землі. |
| Словенія                                                                         | словен. Slovenija                                                              | | За назвою слов'янських племен. Аналогічно назві Словаччини. |
| Сомалі                                                                           | • сом. Soomaaliya, • араб. الصومال аль-Сумаль                                  | | Від назви корінного населення Сомалі — сомалійців. Етимологія їх імені залишається невідомою. Існують різні припущення походження назви: — від кушитського слова, що означає темний або чорний стосовно кольору шкіри; — від місцевої фрази soo maal (іти доїти), що вказує на дружність сомалійців, які пропонували своїм гостям молоко; — від імені стародавнього і міфічного патріарха Самаале (Samaale), від якого, ніби, безпосередньо походять сомалійці. |
| Соломонові Острови                                                               | англ. Solomon Islands                                                          | | Іспанський дослідник Альваро Менданья де Нейра назвав острови в 1567/1568 році. Сподіваючись знайти на островах багато золота, він назвав їх на честь біблійного царя Ізраїлю Соломона, який славився своєю великої мудрістю, багатством і владою. |
| Судан                                                                            | араб. السودان                                                                  | | З араб. البلاد السودان (Білад ас-Судан) буквально означає країна чорних. Термін спочатку застосовувався до Сахель, північної частини Центральної Африки. |
| Суринам                                                                          | нід. Suriname                                                                  | | Може походити від сурінен (Surinen), назви індіанської групи таїно аравакської мовної сім'ї, яка населяла Південну Америку до прибуття європейських колонізаторів. |
| США                                                                              | англ. United States of America                                                 | | Термін Сполучені Штати був уперше використаний у Декларації незалежності США: «Ми, таким чином, представники сполучених Штатів Америки, що зібралися на Генеральний Конгрес…». У преамбулі до Конституції США знову застосована така назва: «Ми, народ Сполучених Штатів…» Імовірно, фраза сполучені Штати була використана замість простого переліку колоній, оскільки до останнього залишалося невизначеним, які саме колонії підпишуть документ. Походження терміна Америка спірне. За найпопулярнішою теорією, назва походить від латинізованого імені дослідника Амеріго Веспуччі, Americus Vespucius, що перетворилося на Америку, слово жіночого роду. Жіночій рід був обраний відповідно до закінчення всіх інших відомих на той час континентів: Азія, Африка і Європа. Див. також Етимологія назв континентів.                               |
| Сьєрра-Леоне                                                                     | • ісп. Sierra Leona, • порт. Serra Leoa, • кріо Sa Lone                        | | Сьєрра-Леоне (ісп. Sierra Leona) адаптовано з порт. Serra Leoa, що означає Левові гори. Португальський мандрівник Педро де Сінтра дав назву країні під час плавання уздовж західноафриканського узбережжя в 1462 році. Щоправда, залишається неясним, чому саме гори виглядали, як леви. Існує три головних пояснень: гори нагадували зуби лева; схожі на сплячих левів; або грім, що лунав у горах, звучав як рик лева. |

## Т
| Країна                                              | Назва офіційною мовою                                                         | Інші назви                                                        | Походження назви |
| --------------------------------------------------- | ----------------------------------------------------------------------------- | ----------------------------------------------------------------- | --- |
| Таджикистан                                         | • тадж. Тоҷикистон, • перс. تاجیکستان                                         | перс. Aryānam Vaeja                                               | Таджикистан походить від самоназви таджиків і суфікса -стан і означає країна таджиків. Таджики — альтернативна назва персів. Корінь слова тодж походить від перс. تاج, тадж (корона). Буквально Таджикистан означає місце, де люди мають корони. Інше імовірне походження від тиб. Tag Dzig (таджик). Так тибетці називають всіх персів. Водночас це слово тибетською означає також тигр, леопард. • Предки таджиків називали свою країну Aryānam Vaeja. Назва походить від давньоіранської aryanam і авест. airyanam (середньоперською — Erān, тадж. Ерон) і приблизно перекладається як Країна аріїв. |
| Танзанія                                            | суах. Tanzania                                                                |                                                                   | Поєднання назв двох держав Танганьїка і Занзібар, які об'єдналися в одну. • Танганьїка бере свою назву від озера в цьому районі, яке вперше відвідав у 1858 році європеєць Річард Бартон. Він вивів назву від tou tanganyka (приєднуватися), інтерпретувавши це як місце, де зустрічаються води. Однак у 1871 році Генрі Стенлі пояснив, що слово походить від тонга (острів) і гіка (плоский). Обидві теорії залишаються сумнівними. • Занзібар отримав свою назву від Zengi або Zengj (زنكي), місцевого народу, чия власна назва означає чорний і араб. برر, (barr), що означає берег. |
| Таїланд                                             | тай. ประเทศไทย                                                                | тай. สยาม (Сіам)                                                  | • Тай (ไท) — назва етнічної групи з центральних рівнин. Однак тайські вчені виводять слово від тай (ไทย), свобода, і розтлумачують значення як Країна вільних. • Сіам тай. สยาม —колишня назва до 23 червня 1939 року і у 1945–1949 роках. Слово, ймовірно, походить від топоніма палі Suvarnabhumi (शुभर्नभुमि), Земля золота. Корінь sama (सम) мовою палі означає різні відтінки кольорів, найчастіше коричневого або жовтого, але іноді зеленого або чорного кольору. |
| Острови Теркс і Кайкос (територія Великої Британії) | англ. Turks and Caicos Islands                                                |                                                                   | Теркс — від англ. Turk's Head fez cactus (кактус голова турка), місцева назва мелокактуса і Кайкос — від caya hico, що мовою лукаянів означає струна островів. |
| Східний Тимор                                       | • тетум Timor Lorosae, • порт. Timor-Leste, • індонез. Timor Timur або Timtim | порт. Timor Português                                             | • Від малай. timur (схід). • З тетум Lorosa'e буквально означає схід сонця. • Португальський Тимор (порт. Timor Português) — назва у 1702–1975 (2002) роках, коли Східний Тимор знаходився під португальським контролем. У 1975 році країна була захоплена Індонезією. Оскільки окупація була незаконною і ніким не визнавалась, Португальський Тимор офіційно існував до отримання своєї незалежності у 2002 році. |
| Того                                                | фр. Togo                                                                      | • Тоґоланд (1885–1914) • фр. Togoland français (1916–1960)        | Від назви селища Тоґо (тепер Тоґовілл). Мовою еве означає вода і берег. |
| Токелау (територія Нової Зеландії)                  | англ. Tokelau                                                                 |                                                                   | Мовою токелау означає північ або північний, що вказує на місце розташування островів щодо Самоа. Вважається, що місцеве населення сформувалося з вихідців із Самоа. |
| Тонга                                               | англ. Tonga                                                                   | англ. Friendly Islands                                            | Від тонг. південь або південний, що вказує на місце розташування островів щодо Самоа. • Дружні острови (англ. Friendly Islands) — назва, яку дав у 1773 році капітан Джеймс Кук на знак подяки місцевому населенню за гостинність і дружнє ставлення до них. |
| Тринідад і Тобаго                                   | англ. Trinidad and Tobago                                                     | • Kairi або Iere                                                  | Христофор Колумб відкрив острів Тринідад на свято П'ятидесятниці, 31 липня 1498 року, тому назвав його на честь Святої Трійці. Колумб також звітував про те, що вони бачили Тобаго, який він назвав Белла-Форма, але не висаджувалися на ньому. Назва Тобаго, ймовірно, походить від слова tobacco (тютюн), який вирощують і палять місцеві мешканці. • Kairi або Iere (давньоіндіанська назва) зазвичай перекладається як Земля Колібрі або просто острів. |
| Тувалу                                              | тувал. Tuvalu                                                                 | •англ. Lagoon Islands • англ. Ellice (Ellis) Islands до 1975 року | • Офіційна назва з 1975 року. Мовою тувал. — вісім островів або вісім, що стоять один за одним (Тувалу фактично складається з 9 островів, але лише 8 з них традиційно заселені). • Назва Лагунови острови була дана іспанським мореплавцем А. Менданья де Нейра, який перший з європейців відкрив острови у 1568 році. Інші острови, що становлять територію сучасного Тувалу, були відкриті англійськими капітанами Дж. Гілбертом і Маршаллом у 1788 році. • Острова Елліс названі капітаном Арентом де Пейстером на честь Едварда Елліса, політика, торговця і власника канадського судна «Ребекка», з борту якого у 1819 року були обстежені острова. |
| Туніс                                               | араб. تونس                                                                    |                                                                   | За назвою столиці Туніс, яка, ймовірно, походить від фінікійського богині Таніт, давнього міста Тінес або від бербер. кореня ens (лежати). |
| Туреччина                                           | тур. Türkiye                                                                  | курд. ڕۆم (Рум)                                                   | • Туреччина (Türkiye) — земля турків. Назва поширилася на колишні візантійські землі, завойовані турками-сельджуками. Уперше термін тюрк застосували в 177 році до н. е. китайці щодо народів, які жили на південь від Алтаю та у Середній Азії. Запис терміна тюрк або турук, як екзонім зафіксований в давньотюркській рунічній писемності (орхоно-єнісейска писемність) у добу Тюркського каганату в Центральній Азії (близько VIII ст. н. е.). Суфікс iye може бути латинського (-ia), арабського (-iyye) або турецького (iye) походження, що означає власник. • Рум (курд. ڕۆم) — за назвою Румського султанату, малоазійської держави ХІ-XIV ст. Від Рум (Rûm), терміна, яким називали спочатку Римську, а потім Візантійську імперії. (Пор. назву греків Криму — уруми). Згодом перси дали цю назву всьому регіону, в якому жили тюрки. |
| Туркменістан                                        | туркм. Türkmenistan                                                           |                                                                   | Туркменістан походить від самоназви туркменів і суфікса -стан і означає країна туркменів. Див. значення Туреччина |

## У
| Країна                                                                     | Назва офіційною мовою        | Інші назви                             | Походження назви |
| -------------------------------------------------------------------------- | ---------------------------- | -------------------------------------- | --- |
| Уганда                                                                     | англ. Uganda                 |                                        | Від Буґанда (суах. Buganda), назви королівства 52 кланів народу баґанда, найбільшого з традиційних королівств у сучасній Уганді. Уперше ім'я Уганда застосували британські урядовці в 1894 році. Буґанда означає земля баґанда. Баґанда скорочено від Баґанда Ба Катонда, що означає брати і сестри Бога. Ця назва походить з космологічної міфології, згідно з якою Бог неба — батько всіх баґанда, а люди між собою брати і сестри. |
| Угорщина                                                                   | угор. Magyarország           | • давн.-руськ. Угри, • тур. Macaristan | • Слово Угорщина, як вважають, походить від булгарсько-тюркського оногури, можливо тому, що угорці були сусідами або союзниками імперії оногурів у VI ст. Назва цього племінного союзу походить з давньотюркської «10 племен» або «10 стріл». Префікс -h у багатьох мовах (Hungarians, Hongrois, Hungarus тощо) був доданий пізніше. Він був прийнятий від імені напівкочового племені гунів, що деякий час жили в районі нинішньої Угорщини, і, згідно з середньовічним легендами, були предками мадярів. В історіографії і літературі угорців помилково ототожнювали з гунами аж до XIX ст. Гунські імена Аттіла і Река досі популярні серед угорців. • Назви давн.-руськ. Угри (*ǫgrъ), укр. Угорщина, лит. Vengrija, біл. Вугоршчина, каш. Wędżierskô, пол. Węgry, а також запозичена з польської рос. Венгрия так само походять від тюркського оногури. Той же самий корінь має етнонім Югра на північному Уралі, де проживають ханти і мансі, близькі до угорців родичі в сім'ї фінно-угорських народів. • Magyarország , а також чеськ. Maďarsko, тур. Macaristan та ін. походять від угор. Земля мадярів. Згідно з відомою угорською хронікою 1282 року Шимона із Кезе «Gesta Hunnorum et Hungarorum» («Дії гунів і угорців»), Мадяр, праотець всіх угорців, мав брата на ім'я Гунор (предок гунів), їх батько цар Ментор, будівельник Вавилонської вежі, якого ототожнювали з біблійним Німродом. Мадяр (Magyar) — самоназва угорців. В українській мові слово мадяр вживається як діалектизм або для опису стародавніх напівкочових угорських/мадярських племен. |
| Уельс (одна з чотирьох адміністративно-політичних частин Великої Британії) | валл. Cymru                  | • англ. Wales, • фр. Pays de Galles    | • Валлійська назва Cymru походить від загальнобриттського *kom-brogi співвітчизники (порівн. також назву Камберленд). Від цього слова походить і латинська назва Cambria. • Англійське слово Wales походить від германських слів Walh (однина) і Walha (множина), що означало романізованого іноземця або прибульця. Англосаксонці, що розмовляли давньоанглійською мовою, називали кельтських бритів, у тому числі валлійців і корнців (назва Корнволла містить той же корінь), Waelisc, а їхні землі Wēalas. Спочатку воно позначало всіх кельтів. Пізніше, після того як германці увійшли в контакт з Римською імперією, воно стало позначати також людей, що говорять латиною, пізніше — романськими мовами (порівн. Валлонія в Бельгії, Валахія в Румунії). • В італійській і французькій мовах назва країни походить від Gael (галл). |
| Узбекистан                                                                 | узб. Ўзбекистон, O'zbekiston |                                        | Від узбек і перс. stān — Земля узбеків. Походження назви узбек залишається спірною. За однією версією, це епонім від імені хана Узбека. За іншою, це ім'я означає незалежний або пан сам по собі, від оз (сам) і бек/бай/бег (дворянський титул). Однак є ще одна теорія, відповідно до якої уз походить від назви тюрків-огузів (узи або огузи) і слова бей, тобто угузбей, що означає пан огузів. |
| Уругвай                                                                    | ісп. Uruguay                 |                                        | Назва походить від річки Уругвай. Насправді офіційна назва країни Republica Oriental del Uruguay (Східна Республіка Уругвай) від oriental — східний, тобто від розташування країни на схід від річки. Слово Уругвай саме по собі може походити від слова urugua, що мовою гуаранів означає молюск та і (вода), тобто річка молюсків. Інше можливе пояснення назви Уругвай — від трьох слів мовою гуарані: uru (вид птахів, які жили на березі річки), gua (перейти з) та i (вода). |

## Ф
| Країна                                                      | Назва офіційною мовою                   | Інші назви          | Походження назви |
| ----------------------------------------------------------- | --------------------------------------- | ------------------- | --- |
| Фарерські острови (територія Данії)                         | • фар. Føroyar, • дан. Færøerne         |                     | Фарерська назва походить від давн.-ісл. Føroyar, що означає Острови овець. |
| Фіджі                                                       | фідж. Viti                              |                     | Фіджі — спотворена назва Віті-Леву, найбільшого острова Фіджі. З фідж. Viti Levu означає Великий острів. До англійської, а відтак й до інших мов, назва потрапила з тонганської мови. Уперше європейці з команди капітана Джеймса Кука зустрілись з фіджійцями на острові Тонга. Їх описали, як грізних воїнів і лютих канібалів, виробників найкращих судів у Тихому океані, але не як вправних моряків. Свою батьківщину вони називали Віті (фідж. Viti), тобто острів. Тонганці вимовляли це слово як Фісі (тонг. Fisi). У свою чергу Кук записав острів як Фіджі (англ. Fiji). |
| Філіппіни                                                   | • тагал. Pilipinas, • англ. Philippines |                     | Іспанський дослідник і мореплавець Руї Лопес де Вільялобос під час експедиції 1542 року назвав острови Лейте і Самар ісп. Las Islas Filipinas на честь тодішнього астурійського принца, майбутнього іспанського короля Філіпа II. Згодом це ім'я поширилось на весь архіпелаг. Окрім цього, іспанці використовували назву Islas del Poniente (Острови Заходу), а також ім'я San Lázaro (Сан-Лазаро), яке дав островам Магеллан. Офіційні назви Філіппін кілька разів змінювалися в ході історії країни. У ході філіппінської революції, було проголошено про створення República Filipina (Республіки Філіппіни). У період іспано-американської війни та філіппіно-американської війни до періоду Співдружності Філіппін, американська колоніальна адміністрація використовувала термін Philippine Islands. Під час американського панування стала стверджуватися сучасна назва Філіппіни. З моменту здобуття незалежності офіційна назва країни — Республіка Філіппіни. |
| Фінляндія                                                   | • фін. Suomi, • швед. Finland           | давн.-руськ. Сумь   | • З германської означає «земля фінів». Слово фінн, імовірно, походить від германського finthan (мандрівник, бродник), і відносилося до мисливців-збирачів, культурними нащадками яких можна вважати саамів. Термін фін стали вживати після призначення у XV ст. єпископа до Споконвічної Фінляндії, південно-західної провінції країни. Відтак церковна влада, що об'єднала цю географічну область, породила у місцевих мешканців відчуття єдності. • Фінська назва країни — Suomi. Уперше зафіксовано у давньоруських літописях як Сумь. Існує кілька версій походження цього терміна: — деякі вважають, що слово Suomi походить від фін. Suomi (луска), оскільки стародавні жителі шили собі одяг з риб'ячої шкіри; — згідно з іншою теорією, слово Suomi спочатку було власною назвою. Так, ім'я Suomi носив один данський вельможа, який уклав мир з Карлом Великим; — ща за однією версією, слово Suomi естонського походження. Вважається, що колись існувала місцевість з назвою Sooma (ест. soo — «болото», maa — «земля»; тобто «земля болот»). Переселенці з цієї області перенесли назву своєї батьківщини в південно-західну Фінляндію, яка теж стала називатися Suomi. Або від ест. *zeme, яке так само означає земля; — є також версія, що суомі — спотворене слово саами, самоназва народу, який жив тут до приходу фінно-угорських племен. |
| Фолклендські Острови (заморська територія Великої Британії) | англ. Falkland Islands                  | ісп. Islas Malvinas | • У 1690 році англійський капітан Джон Стронґ назвав протоку між двома головними островами архіпелагу як Фолклендський прохід на знак поваги до його патрона Ентоні Кері, 5-го віконта Фолклендського. (У свою чергу Фолкленд, королівська резиденція у шотландській області Файф, має невідоме походження). Пізніше ця назва була поширена на всю групу островів. • Мальвінські острови. Назва ісп. Islas Malvinas походить від фр. Îles Malouines, яку дав Луї Антуан де Бугенвіль у 1764 році на честь перших відомих поселенців-остров'ян, моряків і рибалок з бретанського порту Сен-Мало у Франції. Оскільки суперечка про приналежність островів остаточно не вирішена, використання багатьох іспанських імен на Фолклендських островах для Великої Британії вважається образливим. Зокрема, це стосується назв, пов'язаних з вторгненням аргентинських військ на Фолклендські острови в 1982 році. Командувач британськими військами в Фолклендському конфлікті генерал сер Джеремі Мур не дозволив використовувати назву «Мальвінські острови» в документі про капітуляцію аргентинської сторони, відкидаючи його як пропагандистський термін |
| Франція                                                     | фр. France                              | грец. Γαλλία        | • Від лат. Francia — Земля франків. Існує кілька версій походження цього терміна: — від протогерманського frankon, що перекладається як спис, або від lance — сокири для метання у франків, відомої як франциска. — за іншим припущенням, від давньогерманського слова франк, що означає вільний. Хоча можливий і зворотний вплив. Слово вільний могло асоціюватися з етнічною назвою франків, оскільки вони, як завойовники, мали статус вільних людей. Німецькою, як й іншими германськими мовами, такими як голландською та скандинавськими мовами, Францію досі називають Королівством франків (нім. Frankreich, нід. Frankrijk, дан. Frankrig, норв. Frankrike). • грец. Γαλλία (Галлія) від кельтського племені галлів. Пор. інші кельтські назви: Галатія, Галісія, Gael (фр. Pays de Galles, Уельс). |

## Х
| Країна   | Назва офіційною мовою | Інші назви | Походження назви |
| -------- | --------------------- | ---------- | --- |
| Хорватія | хорв. Hrvatska        |            | Назва походить від етноніму хорватського народу. Вперше назва хорвати — Horovathos, згадується на Танаїському камені, знайденому в морському порту Танаїс на Азовському морі. Надпис датований приблизно 200 роком від Р. Х. На ньому написано: «Horoathos archon Tanaiton» (Хорватський правитель Танаїсу) і «Synodos Horouathon» (Конвенція хорватів). Хорват — слово, імовірно, перського походження. Пор. назву авестійської провінції Harahvaiti (грец. Ἀραχωσία, Арахозія), що буквально означає багатий водами/озерами. За твердженням польського мовознавця Збіґнева Ґоломба, назва запозичена з протогерманського слова *C(h)rovati, що, імовірно, означає воїни одягнені у рогову броню або chrawat, тобто горяни. Біла Хорватія — прадавня батьківщина хорватів. Велика Хорватія (яку також називають Білою) існувала в Закарпатті у верхів'ї Вісли. Ім'я пояснюється хорватською традицією позначення сторін світу: біла означає на півночі або на заході (на противагу від Червоної Хорватії, що розташована на сході чи на півдні). |

## Ц
| Країна                           | Назва офіційною мовою                                           | Інші назви | Походження назви                                                                                          |
| -------------------------------- | --------------------------------------------------------------- | ---------- | --- |
| Центральноафриканська Республіка | • фр. République Centrafricaine, • санго Ködörösêse tî Bêafrîka |            | Від географічного розташування у центрі африканського континенту. Див. також Етимологія назв континентів. |

## Ч
| Країна     | Назва офіційною мовою              | Інші назви                       | Походження назви |
| ---------- | ---------------------------------- | -------------------------------- | --- |
| Чад        | • фр. Tchad, • араб. تشاد (Чад)    |                                  | Від імені озера Чад у південно-західній частині країни. Ця назва, у свою чергу, походить від слова tsade (озеро). |
| Чехія      | чеськ. Česko                       | • лат. Bohemia, • Чехословаччина | • Неясного походження. Від Čechové (Češi, тобто чехи), імені одного зі слов'янських племен на території країни, яке підкорило сусідів близько 900 року. Згідно з легендою, назва походить від імені вождя Чеха, який привів свої племена до Богемії. Дехто пов'язує назву зі словом četa (чета, військовий підрозділ). • Bohemia. Латинська назва Boiohaemum походить від германського Boi-Heim, що означає будинок боїв. Від імені кельтського племені Boii. • Чехословаччина — назва країни у 1918–1992 роках. Див. значення Чехія і Словаччина. |
| Чилі       | ісп. Chile                         |                                  | Неясного походження. Імовірно, мовою мапудунґун означає глибини, що вказує на вузьку прибережну рівнину, над якою навис гірський ланцюг Анд. Можливе походження з мови кечуа або мапуче, у якій слово chili/chilli перекладається як де кінчається земля /межа світу. Ще одне пояснення дає айм. tchili, що означає сніг. Іноді назву плутають зі словом chile/chilli (червоний перець чилі), яке з ацтекської мови науатль перекладається як червоний. |
| Чорногорія | чорн. і серб. Crna Gora, Црна Гора | • італ. Montenegro, • Зета       | • Місцевими мовами (чорн. і серб. Crna Gora, Црна Гора) буквально означає чорна гора. Уперше ця назва згадується в 1296 році в указі сербського короля Стефана Уроша II Мілутіна до Зетської єпархії Сербської православної церкви. • Montenegro (Монтенеґро) — назва, яку дали країні венеційські завойовники, що побачили гору Ловчен або, радше за все, його темні хвойні ліси. З венеційської мови перекладається як чорна гора. Назва країни Montenegro в більшості західноєвропейських мов запозичена з венеційської, що вказує на епоху венеційської гегемонії над регіоном у середньовіччя. Інші мови, особливо сусідніх народів, використовують свій власний прямий переклад терміна Чорна Гора. Зокрема, алб. Mali i Zi, болг. Черна гора, грец. Μαυροβούνιο / Mavrovoúnio, пол. Czarnogóra, словен. Črna Gora, словац. Čierna hora, тур. Karadağ, чеськ. Černá Hora, у тому числі й укр. Чорногорія. • Зета — давньослов'янська назва Чорногорії. Походить від назви річки, яка означає урожай або зерно. |

## Ш
| Країна                                                                         | Назва офіційною мовою                                                       | Інші назви                                                                  | Походження назви |
| ------------------------------------------------------------------------------ | --------------------------------------------------------------------------- | --------------------------------------------------------------------------- | --- |
| Швеція                                                                         | швед. Sverige                                                               | • ірл. An tSualainn, • фін. Ruotsi, ест. Rootsi, лів. Rūotšmō, саам. Ruoŧŧa | • Точний розвиток етноніма залишається невідомим, але, безумовно, походить від давньоскандинавського Sviþjoð. Походження першого елементу, Svi, імовірно, праіндоєвропейське * suos (свій, власні родичі). Останній елемент, þjoð, означає народ, подібно до deut в Deutsch (Німеччина) і teut в Teutons (тевтони). Sverige походить від фрази Svea Rike, що означає королівство шведів. Rike має той же зміст, що і німецьке рейх, норвезьке rike або данське rige (королівство/ імперія). • ірл. An tSualainn означає (в буквальному сенсі) Шведська земля і складається з етноніма Sua, (від Svea) і -lann, загальний суфікс на позначення абстрактних іменників ірландською мовою. Визначений артикль an і знак t необхідні у граматичних цілях. • Етимологічним джерелом фін. Ruotsi, ест. Rootsi, лівською Rūotšmō, саамською Ruoŧŧa, імовірно, є Руслаген (Roslagen) у Свеаланді (Svealand). Власне, за деякими гіпотезами, від цієї назви походить ім'я варязьких дружин, які відвідували східних слов'ян і яких прозвали русами (руссю). Від них, у свою чергу, походить назва держави Русь. • Вчені продовжують дискутувати навколо значення русь. Дехто виводить від roþs- (веслування). Див. етимологію Росія і Україна (Русь). |
| Швейцарія                                                                      | • нім. die Schweiz, • фр. la Suisse, • італ. la Svizzera, • ромш. la Svizra | лат. Helvetia                                                               | • Від топоніму Швіц, який вперше згадується у 972 році. як Suittes. Походить від алеманського власного імені Suito. • Гельветія — лат. Helvetia від кельтського народу гельветів. |
| Шотландія (одна з чотирьох адміністративно-політичних частин Великої Британії) | • англ. і шотл. Scotland,                                                   | • шотл. гел. Alba, • лат. Caledonia                                         | • Земля шотландців (Scots) від давньоанглійського слова Scottas, яке запозичене з пізньої лат. Scotti невідомого походження. Деякі історики виводять з гельського презирливого терміна scuit (відрізана людина). Щоправда, в стародавні часи жодна гельська група не називала себе Scoti. Це ім'я зустрічається лише у давньоримських джерелах. • Альба (шотл. гел. Alba) — шотландська та ірландська гельська назва Шотландії походить від того самого кельтського кореня, що й ім'я Альбіон, яке іноді означає весь острів Велика Британія, а іноді Англію, південного сусіда Шотландії. Термін, імовірно, походить від давнього індоєвропейського слова, що означає білий. За загальною думкою, походить від білих крейдяних скель навколо англійського міста Дувра, який знаходиться в найвіддаленішому від Шотландії кінці Великої Британії. Інші виводять слово від того ж кореня, що й Альпи (Alps), можливо, пов'язаного з давньою назвою гірських районів. Спочатку назва відносилась до всієї Англії, а потім до гельських колоній у Британії, і, зрештою, тільки до Шотландії, останньої гельської колонії. Див. етимологію Англія (Альбіон). • Каледонія (лат. Caledonia), давня латинська назва Шотландії, що походить від каледонського племені Caledonii. Каледонія з грец. Καληδονία означає добра вода. Назва може бути походити від валлійського слова caled, що означає твердий чи жорсткий або бретонського слова kalet, що означає твердий. |
| Шрі-Ланка                                                                      | • синг. ශ්‍රී ලංකා, • там. இலங்கை                                                   | англ. Ceylon (Цейлон)                                                       | • Шрі-Ланка — від санскритського श्री लंका, де Шрі (śrī) — санскритський титул поважний і Ланка — острів, ім'я, яке зустрічається у стародавніх індійських епосах Махабхарата і Рамаяна. • У стародавні часи Шрі-Ланка була відома під різними назвами. Давньогрецькі географи називали її Taprobane, що означає острів короля Равана. • Арабська назва Serendip (Серендіп) походить від sihalan-dip, що означає Острів сігала або просто Гела, оскільки так називали уродженців острова • Колишні назви англ. Ceylon (Цейлон), порт. Ceilão, Seilan від палі Sinhalana (शिन्हल), що означає земля левів. |

## Я
| Країна | Назва офіційною мовою | Інші назви                                                  | Походження назви |
| ------ | --------------------- | ----------------------------------------------------------- | --- |
| Ямайка | англ. Jamaica         |                                                             | Мовою таїно / араваків Xaymaca або Hamaica означає Земля з дерева і води чи, можливо, Земля джерел. |
| Японія | яп. 日本, Ніппон      | • яп. 葦原中国, あしはらのなかつくに, Асіхара-но накацукуні | Детальніше: Етимологія назви Японія • З VII ст. Японія отримала назву «Країна, де сходить сонце», що вказувала на східне розташування країни. У VIII ст. назву спростили на Основа сонця. Початково обидва ієрогліфічні сполучення читали як Ямато, проте згодом стали вимовляти на китайський лад — Ніппон. У ХІІІ ст. венеційський мандрівник Марко Поло поширив в Європі китаєзований варіант японського слова Ніппон — Cipangu. У французькій, іспанській та португальській мовах воно трансформувалося у Japon і, за їх посередництвом, потрапило до української мови як Японія. • Разом із словом Ніппон в Японії на офіційному і побутовому рівнях використовується назва Ніхон. • Асіхара-но накацукуні («очеретяна рівнина — серединна країна») — у японській міфології земля людей. У давнину назва всієї Японії, згодом — поетичне визначення країни. Уперше згадується у міфі про Ідзанаґі. Найменування, імовірно, походить від очерету, яким вкриті береги японських островів. Очерет (поряд з вишнею і сливою) — один із символів Японії |

## Див. також

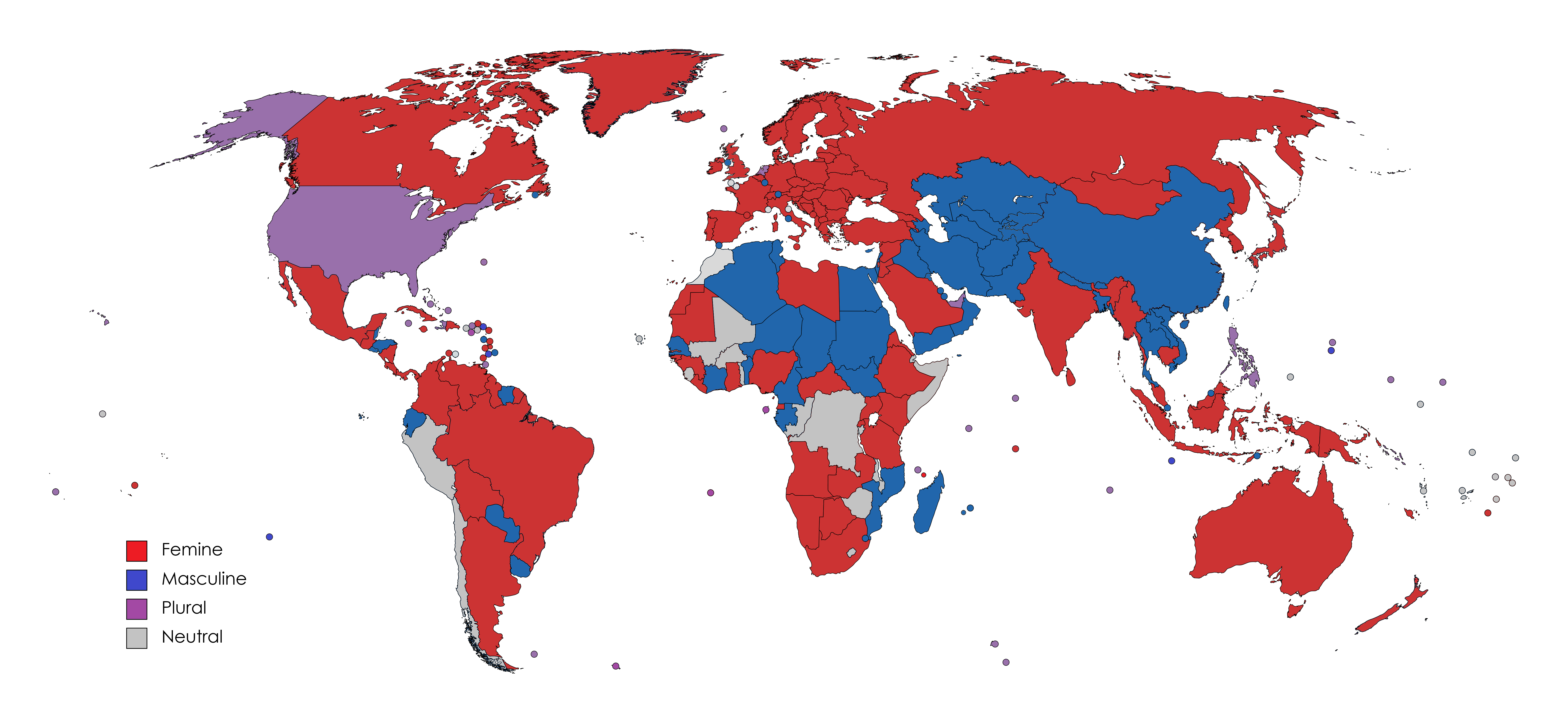
Категорія роду назв країн світу в українській мові:
жіночого,
чоловічого,
середнього,
у множині.